# Pandemia di COVID-19 in Germania
La pandemia di COVID-19 in Germania è iniziata il 27 gennaio 2020, quando il primo caso è stato confermato in Baviera, del cui focolaio fanno parte la maggior parte dei casi di COVID-19 registrati a gennaio e all'inizio di febbraio 2020. Il 5 aprile 2023 il cancelliere Olaf Scholz ha dichiarato la fine della pandemia in Germania, mentre il 5 maggio 2023, l'Organizzazione mondiale della sanità dichiara ufficialmente la fine dell’emergenza globale.
A metà febbraio, il focolaio emergente era stato completamente contenuto. Il 25 e il 26 febbraio nel Baden-Württemberg sono stati rilevati più casi correlati al focolaio italiano. Un grande focolaio legato a un evento carnevalesco si è formato a Heinsberg, nel Nord Reno-Westfalia; il 9 marzo 2020, i primi due decessi in Germania sono stati segnalati da Essen e Heinsberg. Nuovi focolai furono introdotti in altre regioni da quello di Heinsberg e da persone che arrivavano dalla Cina, dall'Iran e dall'Italia, da dove i non tedeschi potevano arrivare in aereo fino al 17-18 marzo. 
Il controllo delle malattie e delle epidemie in Germania è coordinato dall'Istituto Robert Koch (RKI), secondo un piano pandemico nazionale. I focolai sono stati inizialmente gestiti in una fase di contenimento, che ha tentato di ridurre al minimo l'espansione dei focolai. Dal 13 marzo, la pandemia è stata gestita in fase di protezione secondo il piano dell'RKI, con gli Stati federati tedeschi che impongono la chiusura di scuole e asili, rinviando i semestri accademici e vietando le visite alle case di riposo per proteggere gli anziani. Due giorni dopo, i confini con Austria, Danimarca, Francia, Lussemburgo e Svizzera sono stati chiusi. Entro il 22 marzo è stato imposto il coprifuoco in sei stati tedeschi, mentre altri stati vietavano il contatto fisico con più di una persona al di fuori della propria famiglia.
Il 15 aprile 2020 la cancelliera Angela Merkel ha parlato del "fragile successo intermedio" ottenuto nella lotta alla pandemia. Lo stesso giorno, è stato annunciato un primo allentamento delle restrizioni, continuato all'inizio di maggio e sono state poi consentite vacanze in collaborazione con altri Paesi europei. Diversi presidenti degli Stati federati hanno spinto per un più rapido allentamento delle restrizioni, in contrasto con la Merkel, che era a favore di un approccio più cauto. Notevoli focolai locali in impianti di lavorazione della carne hanno attirato l'attenzione del pubblico sul contesto epidemiologico e sulle cattive condizioni di lavoro talvolta presenti. Alla fine di agosto, il numero di infezioni era tornato ai livelli di aprile ed era discusso il possibile arrivo di una seconda ondata della pandemia. Entro la metà di ottobre, gli esperti ritenevano che fosse inevitabile. Un blocco parziale dal 2 novembre 2020, in cui le regole di distanziamento sono state inasprite mentre le scuole e gli asili sono rimasti aperti, ha rallentato l'aumento del numero di casi; il numero totale di infezioni segnalate dall'inizio della pandemia ha superato il milione il 27 novembre.
Al 1º gennaio 2023, l'RKI ha ufficialmente segnalato 37.369.865 casi, 161.465 decessi e circa 36.622.900 guariti. Il basso tasso di mortalità del paese nella prima e l'inizio della seconda ondata di pandemia, rispetto ai tassi di mortalità in Italia e Spagna, ha generato una discussione e spiegazioni a ciò che citano il maggior numero di test eseguiti nel Paese, il maggior numero di letti di terapie intensive disponibili nel sistema sanitario privato-pubblico del Paese e una maggiore percentuale di casi positivi tra i giovani. Il grave peggioramento del numero di infezioni e decessi a novembre e dicembre 2020, che in gran parte non è riuscito a suscitare un senso di allarme nell'opinione pubblica, e le frequenti violazioni delle regole di allontanamento fisico hanno portato alla percezione che lo status della Germania come modello mondiale nella lotta alla pandemia era diminuito.
Le vaccinazioni con il vaccino Pfizer sono iniziate il 26 dicembre 2020. Alle critiche sulla presunta lentezza dell'approvvigionamento di questo vaccino e del vaccino Moderna, il ministero della salute ha risposto indicando i vantaggi di aver ordinato i vaccini attraverso l'Unione europea. Si prevede che nel primo trimestre del 2021 saranno disponibili un totale di 13 milioni di dosi dai due fornitori. Fino al 18 maggio 2021 incluso, l'RKI ha segnalato un totale di 41.517.849 dosi di vaccino somministrate in Germania. Al 7 aprile 2025, si stima che il 78% della popolazione abbia ricevuto almeno una somministrazione di vaccino.
Il 12 gennaio 2020, l'Organizzazione mondiale della sanità (OMS) ha confermato che un nuovo coronavirus era la causa di una nuova infezione polmonare che aveva colpito diversi abitanti della città di Wuhan, nella provincia cinese dell'Hubei, il cui caso era stato portato all'attenzione dell'OMS il 31 dicembre 2019.
Sebbene nel tempo il tasso di mortalità della COVID-19 si sia rivelato decisamente più basso di quello dell'epidemia di SARS che aveva imperversato nel 2003, la trasmissione del virus SARS-CoV-2, alla base della COVID-19, è risultata essere molto più ampia di quella del precedente virus del 2003, e ha portato a un numero totale di morti molto più elevato.

## Andamento dei contagi
| Data | Data       |  | Numero di casi       | Numero di morti |
| --- | ---------- |  | -------------------- | --------------- |
| 24-02-2020 | 24-02-2020 |  | 16(N.D.)             |                 |
| 25-02-2020 | 25-02-2020 |  | 18(+2)               |                 |
| 26-02-2020 | 26-02-2020 |  | 21(+3)               |                 |
| 27-02-2020 | 27-02-2020 |  | 26(+5)               |                 |
| 28-02-2020 | 28-02-2020 |  | 53(+27)              |                 |
| 29-02-2020 | 29-02-2020 |  | 66(+13)              |                 |
| 01-03-2020 | 01-03-2020 |  | 117(+51)             |                 |
| 02-03-2020 | 02-03-2020 |  | 150(+33)             |                 |
| 03-03-2020 | 03-03-2020 |  | 188(+38)             |                 |
| 04-03-2020 | 04-03-2020 |  | 240(+52)             |                 |
| 05-03-2020 | 05-03-2020 |  | 349(+109)            |                 |
| 06-03-2020 | 06-03-2020 |  | 534(+185)            |                 |
| 07-03-2020 | 07-03-2020 |  | 684(+150)            |                 |
| 08-03-2020 | 08-03-2020 |  | 847(+163)            |                 |
| 09-03-2020 | 09-03-2020 |  | 1 112(+265)          | 2(N.D.)         |
| 10-03-2020 | 10-03-2020 |  | 1 460(+348)          | 2(=)            |
| 11-03-2020 | 11-03-2020 |  | 1 884(+424)          | 3(+1)           |
| 12-03-2020 | 12-03-2020 |  | 2 369(+485)          | 5(+2)           |
| 13-03-2020 | 13-03-2020 |  | 3 062(+693)          | 8(+3)           |
| 14-03-2020 | 14-03-2020 |  | 3 795(+733)          | 8(=)            |
| 15-03-2020 | 15-03-2020 |  | 4 838(+1 043)        | 12(+4)          |
| 16-03-2020 | 16-03-2020 |  | 6 012(+1 174)        | 12(=)           |
| 17-03-2020 | 17-03-2020 |  | 7 156(+1 144)        | 12(=)           |
| 18-03-2020 | 18-03-2020 |  | 8 198(+1 042)        | 12(=)           |
| 19-03-2020 | 19-03-2020 |  | 10 999(+2 801)       | 20(+8)          |
| 20-03-2020 | 20-03-2020 |  | 13 957(+2 958)       | 31(+11)         |
| 21-03-2020 | 21-03-2020 |  | 16 662(+2 705)       | 47(+16)         |
| 22-03-2020 | 22-03-2020 |  | 18 610(+1 948)       | 55(+8)          |
| 23-03-2020 | 23-03-2020 |  | 22 672(+4 062)       | 86(+31)         |
| 24-03-2020 | 24-03-2020 |  | 27 436(+4 764)       | 114(+28)        |
| 25-03-2020 | 25-03-2020 |  | 31 554(+4 118)       | 149(+35)        |
| 26-03-2020 | 26-03-2020 |  | 36 508(+4 954)       | 198(+49)        |
| 27-03-2020 | 27-03-2020 |  | 42 288(+5 780)       | 253(+55)        |
| 28-03-2020 | 28-03-2020 |  | 48 582(+6 294)       | 325(+72)        |
| 29-03-2020 | 29-03-2020 |  | 52 547(+3 965)       | 389(+64)        |
| 30-03-2020 | 30-03-2020 |  | 57 298(+4 751)       | 455(+66)        |
| 31-03-2020 | 31-03-2020 |  | 61 913(+4 615)       | 583(+128)       |
| 01-04-2020 | 01-04-2020 |  | 67 366(+5 453)       | 732(+149)       |
| 02-04-2020 | 02-04-2020 |  | 73 522(+6 156)       | 872(+140)       |
| 03-04-2020 | 03-04-2020 |  | 79 696(+6 174)       | 1 017(+145)     |
| 04-04-2020 | 04-04-2020 |  | 85 778(+6 082)       | 1 158(+141)     |
| 05-04-2020 | 05-04-2020 |  | 91 714(+5 936)       | 1 342(+184)     |
| 06-04-2020 | 06-04-2020 |  | 95 391(+3 677)       | 1 434(+92)      |
| 07-04-2020 | 07-04-2020 |  | 99 225(+3 834)       | 1 607(+173)     |
| 08-04-2020 | 08-04-2020 |  | 103 228(+4 003)      | 1 861(+254)     |
| 09-04-2020 | 09-04-2020 |  | 108 202(+4 974)      | 2 107(+246)     |
| 10-04-2020 | 10-04-2020 |  | 113 525(+5 323)      | 2 373(+266)     |
| 11-04-2020 | 11-04-2020 |  | 117 658(+4 133)      | 2 544(+171)     |
| 12-04-2020 | 12-04-2020 |  | 120 479(+2 821)      | 2 673(+129)     |
| 13-04-2020 | 13-04-2020 |  | 123 016(+2 537)      | 2 799(+126)     |
| 14-04-2020 | 14-04-2020 |  | 125 098(+2 082)      | 2 969(+170)     |
| 15-04-2020 | 15-04-2020 |  | 127 584(+2 486)      | 3 254(+285)     |
| 16-04-2020 | 16-04-2020 |  | 130 450(+2 866)      | 3 569(+315)     |
| 17-04-2020 | 17-04-2020 |  | 133 830(+3 380)      | 3 868(+299)     |
| 18-04-2020 | 18-04-2020 |  | 137 439(+3 609)      | 4 110(+242)     |
| 19-04-2020 | 19-04-2020 |  | 139 897(+2 458)      | 4 294(+184)     |
| 20-04-2020 | 20-04-2020 |  | 141 672(+1 775)      | 4 404(+110)     |
| 21-04-2020 | 21-04-2020 |  | 143 457(+1 785)      | 4 598(+194)     |
| 22-04-2020 | 22-04-2020 |  | 145 694(+2 237)      | 4 879(+281)     |
| 23-04-2020 | 23-04-2020 |  | 148 046(+2 352)      | 5 094(+215)     |
| 24-04-2020 | 24-04-2020 |  | 150 383(+2 337)      | 5 321(+227)     |
| 25-04-2020 | 25-04-2020 |  | 152 438(+2 055)      | 5 500(+179)     |
| 26-04-2020 | 26-04-2020 |  | 154 175(+1 737)      | 5 640(+140)     |
| 27-04-2020 | 27-04-2020 |  | 155 193(+1 018)      | 5 750(+110)     |
| 28-04-2020 | 28-04-2020 |  | 156 337(+1 144)      | 5 913(+163)     |
| 29-04-2020 | 29-04-2020 |  | 157 641(+1 304)      | 6 115(+202)     |
| 30-04-2020 | 30-04-2020 |  | 159 119(+1 478)      | 6 288(+173)     |
| 01-05-2020 | 01-05-2020 |  | 160 758(+1 639)      | 6 481(+193)     |
| 02-05-2020 | 02-05-2020 |  | 161 703(+945)        | 6 575(+94)      |
| 03-05-2020 | 03-05-2020 |  | 162 496(+793)        | 6 649(+74)      |
| 04-05-2020 | 04-05-2020 |  | 163 175(+679)        | 6 692(+43)      |
| 05-05-2020 | 05-05-2020 |  | 163 860(+685)        | 6 831(+139)     |
| 06-05-2020 | 06-05-2020 |  | 164 807(+947)        | 6 996(+165)     |
| 07-05-2020 | 07-05-2020 |  | 166 091(+1 284)      | 7 119(+123)     |
| 08-05-2020 | 08-05-2020 |  | 167 300(+1 209)      | 7 266(+147)     |
| 09-05-2020 | 09-05-2020 |  | 168 551(+1 251)      | 7 369(+103)     |
| 10-05-2020 | 10-05-2020 |  | 169 218(+667)        | 7 395(+26)      |
| 11-05-2020 | 11-05-2020 |  | 169 575(+357)        | 7 417(+22)      |
| 12-05-2020 | 12-05-2020 |  | 170 508(+933)        | 7 533(+116)     |
| 13-05-2020 | 13-05-2020 |  | 171 306(+798)        | 7 634(+101)     |
| 14-05-2020 | 14-05-2020 |  | 172 239(+933)        | 7 723(+89)      |
| 15-05-2020 | 15-05-2020 |  | 173 152(+913)        | 7 824(+101)     |
| 16-05-2020 | 16-05-2020 |  | 173 772(+620)        | 7 881(+57)      |
| 17-05-2020 | 17-05-2020 |  | 174 355(+583)        | 7 914(+33)      |
| 18-05-2020 | 18-05-2020 |  | 174 697(+342)        | 7 935(+21)      |
| 19-05-2020 | 19-05-2020 |  | 175 210(+513)        | 8 007(+72)      |
| 20-05-2020 | 20-05-2020 |  | 176 007(+797)        | 8 090(+83)      |
| 21-05-2020 | 21-05-2020 |  | 176 752(+745)        | 8 147(+57)      |
| 22-05-2020 | 22-05-2020 |  | 177 212(+460)        | 8 174(+27)      |
| 23-05-2020 | 23-05-2020 |  | 177 850(+638)        | 8 216(+42)      |
| 24-05-2020 | 24-05-2020 |  | 178 281(+431)        | 8 247(+31)      |
| 25-05-2020 | 25-05-2020 |  | 178 570(+289)        | 8 257(+10)      |
| 26-05-2020 | 26-05-2020 |  | 179 002(+432)        | 8 302(+45)      |
| 27-05-2020 | 27-05-2020 |  | 179 364(+362)        | 8 349(+47)      |
| 28-05-2020 | 28-05-2020 |  | 179 717(+353)        | 8 411(+62)      |
| 29-05-2020 | 29-05-2020 |  | 180 458(+741)        | 8 450(+39)      |
| 30-05-2020 | 30-05-2020 |  | 181 196(+738)        | 8 489(+39)      |
| 31-05-2020 | 31-05-2020 |  | 181 482(+286)        | 8 500(+11)      |
| 01-06-2020 | 01-06-2020 |  | 181 815(+333)        | 8 511(+11)      |
| 02-06-2020 | 02-06-2020 |  | 182 028(+213)        | 8 522(+11)      |
| 03-06-2020 | 03-06-2020 |  | 182 370(+342)        | 8 551(+29)      |
| 04-06-2020 | 04-06-2020 |  | 182 764(+394)        | 8 581(+30)      |
| 05-06-2020 | 05-06-2020 |  | 183 271(+507)        | 8 613(+32)      |
| 06-06-2020 | 06-06-2020 |  | 183 678(+407)        | 8 646(+33)      |
| 07-06-2020 | 07-06-2020 |  | 183 979(+301)        | 8 668(+22)      |
| 08-06-2020 | 08-06-2020 |  | 184 193(+214)        | 8 674(+6)       |
| 09-06-2020 | 09-06-2020 |  | 184 543(+350)        | 8 711(+37)      |
| 10-06-2020 | 10-06-2020 |  | 184 861(+318)        | 8 729(+18)      |
| 11-06-2020 | 11-06-2020 |  | 185 416(+555)        | 8 755(+26)      |
| 12-06-2020 | 12-06-2020 |  | 185 674(+258)        | 8 763(+8)       |
| 13-06-2020 | 13-06-2020 |  | 186 022(+348)        | 8 781(+18)      |
| 14-06-2020 | 14-06-2020 |  | 186 269(+247)        | 8 787(+6)       |
| 15-06-2020 | 15-06-2020 |  | 186 461(+192)        | 8 791(+4)       |
| 16-06-2020 | 16-06-2020 |  | 186 839(+378)        | 8 800(+9)       |
| 17-06-2020 | 17-06-2020 |  | 187 184(+345)        | 8 830(+30)      |
| 18-06-2020 | 18-06-2020 |  | 187 764(+580)        | 8 856(+26)      |
| 19-06-2020 | 19-06-2020 |  | 188 534(+770)        | 8 872(+16)      |
| 20-06-2020 | 20-06-2020 |  | 189 135(+601)        | 8 883(+11)      |
| 21-06-2020 | 21-06-2020 |  | 189 822(+687)        | 8 882           |
| 22-06-2020 | 22-06-2020 |  | 190 359(+537)        | 8 885(+3)       |
| 23-06-2020 | 23-06-2020 |  | 190 862(+503)        | 8 895(+10)      |
| 24-06-2020 | 24-06-2020 |  | 191 449(+587)        | 8 914(+19)      |
| 25-06-2020 | 25-06-2020 |  | 192 079(+630)        | 8 927(+13)      |
| 26-06-2020 | 26-06-2020 |  | 192 556(+477)        | 8 948(+21)      |
| 27-06-2020 | 27-06-2020 |  | 193 243(+687)        | 8 954(+6)       |
| 28-06-2020 | 28-06-2020 |  | 193 499(+256)        | 8 957(+3)       |
| 29-06-2020 | 29-06-2020 |  | 193 761(+262)        | 8 961(+4)       |
| 30-06-2020 | 30-06-2020 |  | 194 259(+498)        | 8 973(+12)      |
| 01-07-2020 | 01-07-2020 |  | 194 725(+466)        | 8 985(+12)      |
| 02-07-2020 | 02-07-2020 |  | 195 228(+503)        | 8 994(+9)       |
| 03-07-2020 | 03-07-2020 |  | 195 674(+446)        | 9 003(+9)       |
| 04-07-2020 | 04-07-2020 |  | 196 096(+422)        | 9 010(+7)       |
| 05-07-2020 | 05-07-2020 |  | 196 335(+239)        | 9 012(+2)       |
| 06-07-2020 | 06-07-2020 |  | 196 554(+219)        | 9 016(+4)       |
| 07-07-2020 | 07-07-2020 |  | 196 944(+390)        | 9 024(+8)       |
| 08-07-2020 | 08-07-2020 |  | 197 341(+397)        | 9 036(+12)      |
| 09-07-2020 | 09-07-2020 |  | 197 783(+442)        | 9 048(+12)      |
| 10-07-2020 | 10-07-2020 |  | 198 178(+395)        | 9 054(+6)       |
| 11-07-2020 | 11-07-2020 |  | 198 556(+378)        | 9 060(+6)       |
| 12-07-2020 | 12-07-2020 |  | 198 804(+248)        | 9 063(+3)       |
| 13-07-2020 | 13-07-2020 |  | 198 963(+159)        | 9 064(+1)       |
| 14-07-2020 | 14-07-2020 |  | 199 375(+412)        | 9 068(+4)       |
| 15-07-2020 | 15-07-2020 |  | 199 726(+351)        | 9 071(+3)       |
| 16-07-2020 | 16-07-2020 |  | 200 260(+534)        | 9 078(+7)       |
| 17-07-2020 | 17-07-2020 |  | 200 843(+583)        | 9 082(+4)       |
| 18-07-2020 | 18-07-2020 |  | 201 372(+529)        | 9 083(+1)       |
| 19-07-2020 | 19-07-2020 |  | 201 574(+202)        | 9 084(+1)       |
| 20-07-2020 | 20-07-2020 |  | 201 823(+249)        | 9 086(+2)       |
| 21-07-2020 | 21-07-2020 |  | 202 345(+522)        | 9 090(+4)       |
| 22-07-2020 | 22-07-2020 |  | 202 799(+454)        | 9 095(+5)       |
| 23-07-2020 | 23-07-2020 |  | 203 368(+569)        | 9 101(+6)       |
| 24-07-2020 | 24-07-2020 |  | 204 183(+815)        | 9 111(+10)      |
| 25-07-2020 | 25-07-2020 |  | 204 964(+781)        | 9 118(+7)       |
| 26-07-2020 | 26-07-2020 |  | 205 269(+305)        | 9 118(=)        |
| 27-07-2020 | 27-07-2020 |  | 205 609(+340)        | 9 118(=)        |
| 28-07-2020 | 28-07-2020 |  | 206 242(+633)        | 9 122(+4)       |
| 29-07-2020 | 29-07-2020 |  | 206 926(+684)        | 9 126(+4)       |
| 30-07-2020 | 30-07-2020 |  | 207 828(+902)        | 9 134(+8)       |
| 31-07-2020 | 31-07-2020 |  | 208 698(+870)        | 9 141(+7)       |
| 01-08-2020 | 01-08-2020 |  | 209 653(+955)        | 9 148(+7)       |
| 02-08-2020 | 02-08-2020 |  | 209 893(+240)        | 9 141           |
| 03-08-2020 | 03-08-2020 |  | 210 402(+509)        | 9 148(+7)       |
| 04-08-2020 | 04-08-2020 |  | 211 281(+879)        | 9 156(+8)       |
| 05-08-2020 | 05-08-2020 |  | 212 022(+741)        | 9 168(+12)      |
| 06-08-2020 | 06-08-2020 |  | 213 067(+1 045)      | 9 175(+7)       |
| 07-08-2020 | 07-08-2020 |  | 214 214(+1 147)      | 9 183(+8)       |
| 08-08-2020 | 08-08-2020 |  | 215 336(+1 122)      | 9 195(+12)      |
| 09-08-2020 | 09-08-2020 |  | 215 891(+555)        | 9 196(+1)       |
| 10-08-2020 | 10-08-2020 |  | 216 327(+436)        | 9 197(+1)       |
| 11-08-2020 | 11-08-2020 |  | 217 293(+966)        | 9 201(+4)       |
| 12-08-2020 | 12-08-2020 |  | 218 519(+1 226)      | 9 207(+6)       |
| 13-08-2020 | 13-08-2020 |  | 219 964(+1 445)      | 9 211(+4)       |
| 14-08-2020 | 14-08-2020 |  | 221 413(+1 449)      | 9 225(+14)      |
| 15-08-2020 | 15-08-2020 |  | 222 828(+1 415)      | 9 231(+6)       |
| 16-08-2020 | 16-08-2020 |  | 223 453(+625)        | 9 231(=)        |
| 17-08-2020 | 17-08-2020 |  | 224 014(+561)        | 9 232(+1)       |
| 18-08-2020 | 18-08-2020 |  | 225 404(+1 390)      | 9 236(+4)       |
| 19-08-2020 | 19-08-2020 |  | 226 914(+1 510)      | 9 243(+7)       |
| 20-08-2020 | 20-08-2020 |  | 228 621(+1 707)      | 9 253(+10)      |
| 21-08-2020 | 21-08-2020 |  | 230 048(+1 427)      | 9 260(+7)       |
| 22-08-2020 | 22-08-2020 |  | 232 082(+2 034)      | 9 267(+7)       |
| 23-08-2020 | 23-08-2020 |  | 232 864(+782)        | 9 269(+2)       |
| 24-08-2020 | 24-08-2020 |  | 233 575(+711)        | 9 272(+3)       |
| 25-08-2020 | 25-08-2020 |  | 234 853(+1 278)      | 9 277(+5)       |
| 25-08-2020 | 25-08-2020 |  | 234 853(=)           | 9 277(=)        |
| 26-08-2020 | 26-08-2020 |  | 236 429(+1 576)      | 9 280(+3)       |
| 27-08-2020 | 27-08-2020 |  | 237 936(+1 507)      | 9 285(+5)       |
| 28-08-2020 | 28-08-2020 |  | 239 507(+1 571)      | 9 288(+3)       |
| 29-08-2020 | 29-08-2020 |  | 240 986(+1 479)      | 9 289(+1)       |
| 30-08-2020 | 30-08-2020 |  | 241 771(+785)        | 9 295(+6)       |
| 31-08-2020 | 31-08-2020 |  | 242 381(+610)        | 9 298(+3)       |
| 01-09-2020 | 01-09-2020 |  | 243 599(+1 218)      | 9 302(+4)       |
| 02-09-2020 | 02-09-2020 |  | 244 855(+1 256)      | 9 313(+11)      |
| 03-09-2020 | 03-09-2020 |  | 246 166(+1 311)      | 9 321(+8)       |
| 04-09-2020 | 04-09-2020 |  | 247 619(+1 453)      | 9 322(+1)       |
| 05-09-2020 | 05-09-2020 |  | 248 997(+1 378)      | 9 324(+2)       |
| 06-09-2020 | 06-09-2020 |  | 249 985(+988)        | 9 325(+1)       |
| 07-09-2020 | 07-09-2020 |  | 250 799(+814)        | 9 325(=)        |
| 08-09-2020 | 08-09-2020 |  | 252 298(+1 499)      | 9 329(+4)       |
| 09-09-2020 | 09-09-2020 |  | 253 474(+1 176)      | 9 338(+9)       |
| 10-09-2020 | 10-09-2020 |  | 255 366(+1 892)      | 9 341(+3)       |
| 11-09-2020 | 11-09-2020 |  | 256 850(+1 484)      | 9 342(+1)       |
| 12-09-2020 | 12-09-2020 |  | 258 480(+1 630)      | 9 347(+5)       |
| 13-09-2020 | 13-09-2020 |  | 259 428(+948)        | 9 349(+2)       |
| 14-09-2020 | 14-09-2020 |  | 260 355(+927)        | 9 350(+1)       |
| 15-09-2020 | 15-09-2020 |  | 261 762(+1 407)      | 9 362(+12)      |
| 16-09-2020 | 16-09-2020 |  | 263 663(+1 901)      | 9 368(+6)       |
| 17-09-2020 | 17-09-2020 |  | 265 857(+2 194)      | 9 371(+3)       |
| 18-09-2020 | 18-09-2020 |  | 267 773(+1 916)      | 9 378(+7)       |
| 19-09-2020 | 19-09-2020 |  | 270 070(+2 297)      | 9 384(+6)       |
| 20-09-2020 | 20-09-2020 |  | 271 415(+1 345)      | 9 386(+2)       |
| 21-09-2020 | 21-09-2020 |  | 272 337(+922)        | 9 386(=)        |
| 22-09-2020 | 22-09-2020 |  | 274 158(+1 821)      | 9 396(+10)      |
| 23-09-2020 | 23-09-2020 |  | 275 927(+1 769)      | 9 409(+13)      |
| 24-09-2020 | 24-09-2020 |  | 278 070(+2 143)      | 9 428(+19)      |
| 25-09-2020 | 25-09-2020 |  | 280 223(+2 153)      | 9 443(+15)      |
| 26-09-2020 | 26-09-2020 |  | 282 730(+2 507)      | 9 452(+9)       |
| 27-09-2020 | 27-09-2020 |  | 284 140(+1 410)      | 9 457(+5)       |
| 28-09-2020 | 28-09-2020 |  | 285 332(+1 192)      | 9 460(+3)       |
| 29-09-2020 | 29-09-2020 |  | 287 421(+2 089)      | 9 471(+11)      |
| 30-09-2020 | 30-09-2020 |  | 289 219(+1 798)      | 9 488(+17)      |
| 01-10-2020 | 01-10-2020 |  | 291 722(+2 503)      | 9 500(+12)      |
| 02-10-2020 | 02-10-2020 |  | 294 395(+2 673)      | 9 508(+8)       |
| 03-10-2020 | 03-10-2020 |  | 296 958(+2 563)      | 9 527(+19)      |
| 04-10-2020 | 04-10-2020 |  | 299 237(+2 279)      | 9 529(+2)       |
| 05-10-2020 | 05-10-2020 |  | 300 619(+1 382)      | 9 534(+5)       |
| 06-10-2020 | 06-10-2020 |  | 303 258(+2 639)      | 9 546(+12)      |
| 07-10-2020 | 07-10-2020 |  | 306 086(+2 828)      | 9 562(+16)      |
| 08-10-2020 | 08-10-2020 |  | 310 144(+4 058)      | 9 578(+16)      |
| 09-10-2020 | 09-10-2020 |  | 314 660(+4 516)      | 9 589(+11)      |
| 10-10-2020 | 10-10-2020 |  | 319 381(+4 721)      | 9 604(+15)      |
| 11-10-2020 | 11-10-2020 |  | 322 864(+3 483)      | 9 615(+11)      |
| 12-10-2020 | 12-10-2020 |  | 325 331(+2 467)      | 9 621(+6)       |
| 13-10-2020 | 13-10-2020 |  | 329 453(+4 122)      | 9 634(+13)      |
| 14-10-2020 | 14-10-2020 |  | 334 585(+5 132)      | 9 677(+43)      |
| 15-10-2020 | 15-10-2020 |  | 341 223(+6 638)      | 9 710(+33)      |
| 16-10-2020 | 16-10-2020 |  | 348 557(+7 334)      | 9 734(+24)      |
| 17-10-2020 | 17-10-2020 |  | 356 387(+7 830)      | 9 767(+33)      |
| 18-10-2020 | 18-10-2020 |  | 361 974(+5 587)      | 9 777(+10)      |
| 19-10-2020 | 19-10-2020 |  | 366 299(+4 325)      | 9 789(+12)      |
| 20-10-2020 | 20-10-2020 |  | 373 167(+6 868)      | 9 836(+47)      |
| 21-10-2020 | 21-10-2020 |  | 380 762(+7 595)      | 9 875(+39)      |
| 22-10-2020 | 22-10-2020 |  | 392 049(+11 287)     | 9 905(+30)      |
| 23-10-2020 | 23-10-2020 |  | 403 291(+11 242)     | 9 954(+49)      |
| 24-10-2020 | 24-10-2020 |  | 418 005(+14 714)     | 10 003(+49)     |
| 25-10-2020 | 25-10-2020 |  | 429 181(+11 176)     | 10 032(+29)     |
| 26-10-2020 | 26-10-2020 |  | 437 866(+8 685)      | 10 056(+24)     |
| 27-10-2020 | 27-10-2020 |  | 449 275(+11 409)     | 10 098(+42)     |
| 28-10-2020 | 28-10-2020 |  | 464 239(+14 964)     | 10 183(+85)     |
| 29-10-2020 | 29-10-2020 |  | 481 013(+16 774)     | 10 272(+89)     |
| 30-10-2020 | 30-10-2020 |  | 499 694(+18 681)     | 10 349(+77)     |
| 31-10-2020 | 31-10-2020 |  | 518 753(+19 059)     | 10 452(+103)    |
| 01-11-2020 | 01-11-2020 |  | 532 930(+14 177)     | 10 481(+29)     |
| 02-11-2020 | 02-11-2020 |  | 545 027(+12 097)     | 10 530(+49)     |
| 03-11-2020 | 03-11-2020 |  | 560 379(+15 352)     | 10 661(+131)    |
| 04-11-2020 | 04-11-2020 |  | 577 593(+17 214)     | 10 812(+151)    |
| 05-11-2020 | 05-11-2020 |  | 597 583(+19 990)     | 10 930(+118)    |
| 06-11-2020 | 06-11-2020 |  | 619 089(+21 506)     | 11 096(+166)    |
| 07-11-2020 | 07-11-2020 |  | 642 488(+23 399)     | 11 226(+130)    |
| 08-11-2020 | 08-11-2020 |  | 658 505(+16 017)     | 11 289(+63)     |
| 09-11-2020 | 09-11-2020 |  | 671 868(+13 363)     | 11 352(+63)     |
| 10-11-2020 | 10-11-2020 |  | 687 200(+15 332)     | 11 506(+154)    |
| 11-11-2020 | 11-11-2020 |  | 705 687(+18 487)     | 11 767(+261)    |
| 12-11-2020 | 12-11-2020 |  | 727 553(+21 866)     | 11 982(+215)    |
| 13-11-2020 | 13-11-2020 |  | 751 095(+23 542)     | 12 200(+218)    |
| 14-11-2020 | 14-11-2020 |  | 773 556(+22 461)     | 12 378(+178)    |
| 15-11-2020 | 15-11-2020 |  | 790 503(+16 947)     | 12 485(+107)    |
| 16-11-2020 | 16-11-2020 |  | 801 327(+10 824)     | 12 547(+62)     |
| 17-11-2020 | 17-11-2020 |  | 815 746(+14 419)     | 12 814(+267)    |
| 18-11-2020 | 18-11-2020 |  | 833 307(+17 561)     | 13 119(+305)    |
| 19-11-2020 | 19-11-2020 |  | 855 916(+22 609)     | 13 370(+251)    |
| 20-11-2020 | 20-11-2020 |  | 879 564(+23 648)     | 13 630(+260)    |
| 21-11-2020 | 21-11-2020 |  | 902 528(+22 964)     | 13 884(+254)    |
| 22-11-2020 | 22-11-2020 |  | 918 269(+15 741)     | 14 022(+138)    |
| 23-11-2020 | 23-11-2020 |  | 929 133(+10 864)     | 14 112(+90)     |
| 24-11-2020 | 24-11-2020 |  | 942 687(+13 554)     | 14 361(+249)    |
| 25-11-2020 | 25-11-2020 |  | 961 320(+18 633)     | 14 771(+410)    |
| 26-11-2020 | 26-11-2020 |  | 983 588(+22 268)     | 15 160(+389)    |
| 27-11-2020 | 27-11-2020 |  | 1 006 394(+22 806)   | 15 586(+426)    |
| 28-11-2020 | 28-11-2020 |  | 1 028 089(+21 695)   | 15 965(+379)    |
| 29-11-2020 | 29-11-2020 |  | 1 042 700(+14 611)   | 16 123(+158)    |
| 30-11-2020 | 30-11-2020 |  | 1 053 869(+11 169)   | 16 248(+125)    |
| 01-12-2020 | 01-12-2020 |  | 1 067 473(+13 604)   | 16 636(+388)    |
| 02-12-2020 | 02-12-2020 |  | 1 084 743(+17 270)   | 17 123(+487)    |
| 03-12-2020 | 03-12-2020 |  | 1 106 789(+22 046)   | 17 602(+479)    |
| 04-12-2020 | 04-12-2020 |  | 1 130 238(+23 449)   | 18 034(+432)    |
| 05-12-2020 | 05-12-2020 |  | 1 153 556(+23 318)   | 18 517(+483)    |
| 06-12-2020 | 06-12-2020 |  | 1 171 323(+17 767)   | 18 772(+255)    |
| 07-12-2020 | 07-12-2020 |  | 1 183 655(+12 332)   | 18 919(+147)    |
| 08-12-2020 | 08-12-2020 |  | 1 197 709(+14 054)   | 19 342(+423)    |
| 09-12-2020 | 09-12-2020 |  | 1 218 524(+20 815)   | 19 932(+590)    |
| 10-12-2020 | 10-12-2020 |  | 1 242 203(+23 679)   | 20 372(+440)    |
| 11-12-2020 | 11-12-2020 |  | 1 272 078(+29 875)   | 20 970(+598)    |
| 12-12-2020 | 12-12-2020 |  | 1 300 516(+28 438)   | 21 466(+496)    |
| 13-12-2020 | 13-12-2020 |  | 1 320 716(+20 200)   | 21 787(+321)    |
| 14-12-2020 | 14-12-2020 |  | 1 337 078(+16 362)   | 21 975(+188)    |
| 15-12-2020 | 15-12-2020 |  | 1 351 510(+14 432)   | 22 475(+500)    |
| 16-12-2020 | 16-12-2020 |  | 1 379 238(+27 728)   | 23 427(+952)    |
| 17-12-2020 | 17-12-2020 |  | 1 406 161(+26 923)   | 24 125(+698)    |
| 18-12-2020 | 18-12-2020 |  | 1 439 938(+33 777)   | 24 938(+813)    |
| 19-12-2020 | 19-12-2020 |  | 1 471 238(+31 300)   | 25 640(+702)    |
| 20-12-2020 | 20-12-2020 |  | 1 494 009(+22 771)   | 26 049(+409)    |
| 21-12-2020 | 21-12-2020 |  | 1 510 652(+16 643)   | 26 275(+226)    |
| 22-12-2020 | 22-12-2020 |  | 1 530 180(+19 528)   | 27 006(+731)    |
| 23-12-2020 | 23-12-2020 |  | 1 554 920(+24 740)   | 27 968(+962)    |
| 24-12-2020 | 24-12-2020 |  | 1 587 115(+32 195)   | 28 770(+802)    |
| 25-12-2020 | 25-12-2020 |  | 1 612 648(+25 533)   | 29 182(+412)    |
| 26-12-2020 | 26-12-2020 |  | 1 627 103(+14 455)   | 29 422(+240)    |
| 27-12-2020 | 27-12-2020 |  | 1 640 858(+13 755)   | 29 778(+356)    |
| 28-12-2020 | 28-12-2020 |  | 1 651 834(+10 976)   | 30 126(+348)    |
| 29-12-2020 | 29-12-2020 |  | 1 664 726(+12 892)   | 30 978(+852)    |
| 30-12-2020 | 30-12-2020 |  | 1 687 185(+22 459)   | 32 107(+1 129)  |
| 31-12-2020 | 31-12-2020 |  | 1 719 737(+32 552)   | 33 071(+964)    |
| 01-01-2021 | 01-01-2021 |  | 1 742 661(+22 924)   | 33 624(+553)    |
| 02-01-2021 | 02-01-2021 |  | 1 755 351(+12 690)   | 33 960(+336)    |
| 03-01-2021 | 03-01-2021 |  | 1 765 666(+10 315)   | 34 272(+312)    |
| 04-01-2021 | 04-01-2021 |  | 1 775 513(+9 847)    | 34 574(+302)    |
| 05-01-2021 | 05-01-2021 |  | 1 787 410(+11 897)   | 35 518(+944)    |
| 06-01-2021 | 06-01-2021 |  | 1 808 647(+21 237)   | 36 537(+1 019)  |
| 07-01-2021 | 07-01-2021 |  | 1 835 038(+26 391)   | 37 607(+1 070)  |
| 08-01-2021 | 08-01-2021 |  | 1 866 887(+31 849)   | 38 795(+1 188)  |
| 09-01-2021 | 09-01-2021 |  | 1 891 581(+24 694)   | 39 878(+1 083)  |
| 10-01-2021 | 10-01-2021 |  | 1 908 527(+16 946)   | 40 343(+465)    |
| 11-01-2021 | 11-01-2021 |  | 1 921 024(+12 497)   | 40 686(+343)    |
| 12-01-2021 | 12-01-2021 |  | 1 933 826(+12 802)   | 41 577(+891)    |
| 13-01-2021 | 13-01-2021 |  | 1 953 426(+19 600)   | 42 637(+1 060)  |
| 14-01-2021 | 14-01-2021 |  | 1 978 590(+25 164)   | 43 881(+1 244)  |
| 15-01-2021 | 15-01-2021 |  | 2 000 958(+22 368)   | 44 994(+1 113)  |
| 16-01-2021 | 16-01-2021 |  | 2 019 636(+18 678)   | 45 974(+980)    |
| 17-01-2021 | 17-01-2021 |  | 2 033 518(+13 882)   | 46 419(+445)    |
| 18-01-2021 | 18-01-2021 |  | 2 040 659(+7 141)    | 46 633(+214)    |
| 19-01-2021 | 19-01-2021 |  | 2 052 028(+11 369)   | 47 622(+989)    |
| 20-01-2021 | 20-01-2021 |  | 2 068 002(+15 974)   | 48 770(+1 148)  |
| 21-01-2021 | 21-01-2021 |  | 2 088 400(+20 398)   | 49 783(+1 013)  |
| 22-01-2021 | 22-01-2021 |  | 2 106 262(+17 862)   | 50 642(+859)    |
| 23-01-2021 | 23-01-2021 |  | 2 122 679(+16 417)   | 51 521(+879)    |
| 24-01-2021 | 24-01-2021 |  | 2 134 936(+12 257)   | 51 870(+349)    |
| 25-01-2021 | 25-01-2021 |  | 2 141 665(+6 729)    | 52 087(+217)    |
| 26-01-2021 | 26-01-2021 |  | 2 148 077(+6 412)    | 52 990(+903)    |
| 27-01-2021 | 27-01-2021 |  | 2 161 279(+13 202)   | 53 972(+982)    |
| 28-01-2021 | 28-01-2021 |  | 2 178 828(+17 549)   | 54 913(+941)    |
| 29-01-2021 | 29-01-2021 |  | 2 192 850(+14 022)   | 55 752(+839)    |
| 30-01-2021 | 30-01-2021 |  | 2 205 171(+12 321)   | 56 546(+794)    |
| 31-01-2021 | 31-01-2021 |  | 2 216 363(+11 192)   | 56 945(+399)    |
| 01-02-2021 | 01-02-2021 |  | 2 221 971(+5 608)    | 57 120(+175)    |
| 02-02-2021 | 02-02-2021 |  | 2 228 085(+6 114)    | 57 981(+861)    |
| 03-02-2021 | 03-02-2021 |  | 2 237 790(+9 705)    | 58 956(+975)    |
| 04-02-2021 | 04-02-2021 |  | 2 252 001(+14 211)   | 59 742(+786)    |
| 05-02-2021 | 05-02-2021 |  | 2 264 909(+12 908)   | 60 597(+855)    |
| 06-02-2021 | 06-02-2021 |  | 2 275 394(+10 485)   | 61 286(+689)    |
| 07-02-2021 | 07-02-2021 |  | 2 284 010(+8 616)    | 61 517(+231)    |
| 08-02-2021 | 08-02-2021 |  | 2 288 545(+4 535)    | 61 675(+158)    |
| 09-02-2021 | 09-02-2021 |  | 2 291 924(+3 379)    | 62 156(+481)    |
| 10-02-2021 | 10-02-2021 |  | 2 299 996(+8 072)    | 62 969(+813)    |
| 11-02-2021 | 11-02-2021 |  | 2 310 233(+10 237)   | 63 635(+666)    |
| 12-02-2021 | 12-02-2021 |  | 2 320 093(+9 860)    | 64 191(+556)    |
| 13-02-2021 | 13-02-2021 |  | 2 328 447(+8 354)    | 64 742(+551)    |
| 14-02-2021 | 14-02-2021 |  | 2 334 561(+6 114)    | 64 960(+218)    |
| 15-02-2021 | 15-02-2021 |  | 2 338 987(+4 426)    | 65 076(+116)    |
| 16-02-2021 | 16-02-2021 |  | 2 342 843(+3 856)    | 65 604(+528)    |
| 17-02-2021 | 17-02-2021 |  | 2 350 399(+7 556)    | 66 164(+560)    |
| 18-02-2021 | 18-02-2021 |  | 2 360 606(+10 207)   | 66 698(+534)    |
| 19-02-2021 | 19-02-2021 |  | 2 369 719(+9 113)    | 67 206(+508)    |
| 20-02-2021 | 20-02-2021 |  | 2 378 883(+9 164)    | 67 696(+490)    |
| 21-02-2021 | 21-02-2021 |  | 2 386 559(+7 676)    | 67 841(+145)    |
| 22-02-2021 | 22-02-2021 |  | 2 390 928(+4 369)    | 67 903(+62)     |
| 23-02-2021 | 23-02-2021 |  | 2 394 811(+3 883)    | 68 318(+415)    |
| 24-02-2021 | 24-02-2021 |  | 2 402 818(+8 007)    | 68 740(+422)    |
| 25-02-2021 | 25-02-2021 |  | 2 414 687(+11 869)   | 69 125(+385)    |
| 26-02-2021 | 26-02-2021 |  | 2 424 684(+9 997)    | 69 519(+394)    |
| 27-02-2021 | 27-02-2021 |  | 2 434 446(+9 762)    | 69 888(+369)    |
| 28-02-2021 | 28-02-2021 |  | 2 442 336(+7 890)    | 70 045(+157)    |
| 01-03-2021 | 01-03-2021 |  | 2 447 068(+4 732)    | 70 105(+60)     |
| 02-03-2021 | 02-03-2021 |  | 2 451 011(+3 943)    | 70 463(+358)    |
| 03-03-2021 | 03-03-2021 |  | 2 460 030(+9 019)    | 70 881(+418)    |
| 04-03-2021 | 04-03-2021 |  | 2 471 942(+11 912)   | 71 240(+359)    |
| 05-03-2021 | 05-03-2021 |  | 2 482 522(+10 580)   | 71 504(+264)    |
| 06-03-2021 | 06-03-2021 |  | 2 492 079(+9 557)    | 71 804(+300)    |
| 07-03-2021 | 07-03-2021 |  | 2 500 182(+8 103)    | 71 900(+96)     |
| 08-03-2021 | 08-03-2021 |  | 2 505 193(+5 011)    | 71 934(+34)     |
| 09-03-2021 | 09-03-2021 |  | 2 509 445(+4 252)    | 72 189(+255)    |
| 10-03-2021 | 10-03-2021 |  | 2 518 591(+9 146)    | 72 489(+300)    |
| 11-03-2021 | 11-03-2021 |  | 2 532 947(+14 356)   | 72 810(+321)    |
| 12-03-2021 | 12-03-2021 |  | 2 545 781(+12 834)   | 73 062(+252)    |
| 13-03-2021 | 13-03-2021 |  | 2 558 455(+12 674)   | 73 301(+239)    |
| 14-03-2021 | 14-03-2021 |  | 2 569 245(+10 790)   | 73 371(+70)     |
| 15-03-2021 | 15-03-2021 |  | 2 575 849(+6 604)    | 73 418(+47)     |
| 16-03-2021 | 16-03-2021 |  | 2 581 329(+5 480)    | 73 656(+238)    |
| 17-03-2021 | 17-03-2021 |  | 2 594 764(+13 435)   | 73 905(+249)    |
| 18-03-2021 | 18-03-2021 |  | 2 612 268(+17 504)   | 74 132(+227)    |
| 19-03-2021 | 19-03-2021 |  | 2 629 750(+17 482)   | 74 358(+226)    |
| 20-03-2021 | 20-03-2021 |  | 2 645 783(+16 033)   | 74 565(+207)    |
| 21-03-2021 | 21-03-2021 |  | 2 659 516(+13 733)   | 74 664(+99)     |
| 22-03-2021 | 22-03-2021 |  | 2 667 225(+7 709)    | 74 714(+50)     |
| 23-03-2021 | 23-03-2021 |  | 2 674 710(+7 485)    | 74 964(+250)    |
| 24-03-2021 | 24-03-2021 |  | 2 690 523(+15 813)   | 75 212(+248)    |
| 25-03-2021 | 25-03-2021 |  | 2 713 180(+22 657)   | 75 440(+228)    |
| 26-03-2021 | 26-03-2021 |  | 2 734 753(+21 573)   | 75 623(+183)    |
| 27-03-2021 | 27-03-2021 |  | 2 755 225(+20 472)   | 75 780(+157)    |
| 28-03-2021 | 28-03-2021 |  | 2 772 401(+17 176)   | 75 870(+90)     |
| 29-03-2021 | 29-03-2021 |  | 2 782 273(+9 872)    | 75 913(+43)     |
| 30-03-2021 | 30-03-2021 |  | 2 791 822(+9 549)    | 76 093(+180)    |
| 31-03-2021 | 31-03-2021 |  | 2 808 873(+17 051)   | 76 342(+249)    |
| 01-04-2021 | 01-04-2021 |  | 2 833 173(+24 300)   | 76 543(+201)    |
| 02-04-2021 | 02-04-2021 |  | 2 855 061(+21 888)   | 76 775(+232)    |
| 03-04-2021 | 03-04-2021 |  | 2 873 190(+18 129)   | 76 895(+120)    |
| 04-04-2021 | 04-04-2021 |  | 2 885 386(+12 196)   | 76 963(+68)     |
| 05-04-2021 | 05-04-2021 |  | 2 893 883(+8 497)    | 77 013(+50)     |
| 06-04-2021 | 06-04-2021 |  | 2 900 768(+6 885)    | 77 103(+90)     |
| 07-04-2021 | 07-04-2021 |  | 2 910 445(+9 677)    | 77 401(+298)    |
| 08-04-2021 | 08-04-2021 |  | 2 930 852(+20 407)   | 77 707(+306)    |
| 09-04-2021 | 09-04-2021 |  | 2 956 316(+25 464)   | 78 003(+296)    |
| 10-04-2021 | 10-04-2021 |  | 2 980 413(+24 097)   | 78 249(+246)    |
| 11-04-2021 | 11-04-2021 |  | 2 998 268(+17 855)   | 78 353(+104)    |
| 12-04-2021 | 12-04-2021 |  | 3 011 513(+13 245)   | 78 452(+99)     |
| 13-04-2021 | 13-04-2021 |  | 3 022 323(+10 810)   | 78 746(+294)    |
| 14-04-2021 | 14-04-2021 |  | 3 044 016(+21 693)   | 79 088(+342)    |
| 15-04-2021 | 15-04-2021 |  | 3 073 442(+29 426)   | 79 381(+293)    |
| 16-04-2021 | 16-04-2021 |  | 3 099 273(+25 831)   | 79 628(+247)    |
| 17-04-2021 | 17-04-2021 |  | 3 123 077(+23 804)   | 79 847(+219)    |
| 18-04-2021 | 18-04-2021 |  | 3 142 262(+19 185)   | 79 914(+67)     |
| 19-04-2021 | 19-04-2021 |  | 3 153 699(+11 437)   | 80 006(+92)     |
| 20-04-2021 | 20-04-2021 |  | 3 163 308(+9 609)    | 80 303(+297)    |
| 21-04-2021 | 21-04-2021 |  | 3 188 192(+24 884)   | 80 634(+331)    |
| 22-04-2021 | 22-04-2021 |  | 3 217 710(+29 518)   | 80 893(+259)    |
| 23-04-2021 | 23-04-2021 |  | 3 245 253(+27 543)   | 81 158(+265)    |
| 24-04-2021 | 24-04-2021 |  | 3 268 645(+23 392)   | 81 444(+286)    |
| 25-04-2021 | 25-04-2021 |  | 3 287 418(+18 773)   | 81 564(+120)    |
| 26-04-2021 | 26-04-2021 |  | 3 299 325(+11 907)   | 81 624(+60)     |
| 27-04-2021 | 27-04-2021 |  | 3 310 301(+10 976)   | 81 968(+344)    |
| 28-04-2021 | 28-04-2021 |  | 3 332 532(+22 231)   | 82 280(+312)    |
| 29-04-2021 | 29-04-2021 |  | 3 357 268(+24 736)   | 82 544(+264)    |
| 30-04-2021 | 30-04-2021 |  | 3 381 597(+24 329)   | 82 850(+306)    |
| 01-05-2021 | 01-05-2021 |  | 3 400 532(+18 935)   | 83 082(+232)    |
| 02-05-2021 | 02-05-2021 |  | 3 416 822(+16 290)   | 83 192(+110)    |
| 03-05-2021 | 03-05-2021 |  | 3 425 982(+9 160)    | 83 276(+84)     |
| 04-05-2021 | 04-05-2021 |  | 3 433 516(+7 534)    | 83 591(+315)    |
| 05-05-2021 | 05-05-2021 |  | 3 451 550(+18 034)   | 83 876(+285)    |
| 06-05-2021 | 06-05-2021 |  | 3 473 503(+21 953)   | 84 126(+250)    |
| 07-05-2021 | 07-05-2021 |  | 3 491 988(+18 485)   | 84 410(+284)    |
| 08-05-2021 | 08-05-2021 |  | 3 507 673(+15 685)   | 84 648(+238)    |
| 09-05-2021 | 09-05-2021 |  | 3 520 329(+12 656)   | 84 775(+127)    |
| 10-05-2021 | 10-05-2021 |  | 3 527 251(+6 922)    | 84 829(+54)     |
| 11-05-2021 | 11-05-2021 |  | 3 533 376(+6 125)    | 85 112(+283)    |
| 12-05-2021 | 12-05-2021 |  | 3 548 285(+14 909)   | 85 380(+268)    |
| 13-05-2021 | 13-05-2021 |  | 3 565 704(+17 419)   | 85 658(+278)    |
| 14-05-2021 | 14-05-2021 |  | 3 577 040(+11 336)   | 85 848(+190)    |
| 15-05-2021 | 15-05-2021 |  | 3 584 934(+7 894)    | 86 025(+177)    |
| 16-05-2021 | 16-05-2021 |  | 3 593 434(+8 500)    | 86 096(+71)     |
| 17-05-2021 | 17-05-2021 |  | 3 598 846(+5 412)    | 86 160(+64)     |
| 18-05-2021 | 18-05-2021 |  | 3 603 055(+4 209)    | 86 381(+221)    |
| 19-05-2021 | 19-05-2021 |  | 3 614 095(+11 040)   | 86 665(+284)    |
| 20-05-2021 | 20-05-2021 |  | 3 626 393(+12 298)   | 86 902(+237)    |
| 21-05-2021 | 21-05-2021 |  | 3 635 162(+8 769)    | 87 128(+226)    |
| 22-05-2021 | 22-05-2021 |  | 3 642 244(+7 082)    | 87 298(+170)    |
| 23-05-2021 | 23-05-2021 |  | 3 648 958(+6 714)    | 87 380(+82)     |
| 24-05-2021 | 24-05-2021 |  | 3 651 640(+2 682)    | 87 423(+43)     |
| 25-05-2021 | 25-05-2021 |  | 3 653 551(+1 911)    | 87 456(+33)     |
| 26-05-2021 | 26-05-2021 |  | 3 656 177(+2 626)    | 87 726(+270)    |
| 27-05-2021 | 27-05-2021 |  | 3 662 490(+6 313)    | 87 995(+269)    |
| 28-05-2021 | 28-05-2021 |  | 3 669 870(+7 380)    | 88 187(+192)    |
| 29-05-2021 | 29-05-2021 |  | 3 675 296(+5 426)    | 88 350(+163)    |
| 30-05-2021 | 30-05-2021 |  | 3 679 148(+3 852)    | 88 406(+56)     |
| 31-05-2021 | 31-05-2021 |  | 3 681 126(+1 978)    | 88 442(+36)     |
| 01-06-2021 | 01-06-2021 |  | 3 682 911(+1 785)    | 88 595(+153)    |
| 02-06-2021 | 02-06-2021 |  | 3 687 828(+4 917)    | 88 774(+179)    |
| 03-06-2021 | 03-06-2021 |  | 3 692 468(+4 640)    | 88 940(+166)    |
| 04-06-2021 | 04-06-2021 |  | 3 695 633(+3 165)    | 89 026(+86)     |
| 05-06-2021 | 05-06-2021 |  | 3 697 927(+2 294)    | 89 148(+122)    |
| 06-06-2021 | 06-06-2021 |  | 3 700 367(+2 440)    | 89 222(+74)     |
| 07-06-2021 | 07-06-2021 |  | 3 701 484(+1 117)    | 89 244(+22)     |
| 08-06-2021 | 08-06-2021 |  | 3 702 688(+1 204)    | 89 384(+140)    |
| 09-06-2021 | 09-06-2021 |  | 3 705 942(+3 254)    | 89 491(+107)    |
| 10-06-2021 | 10-06-2021 |  | 3 709 129(+3 187)    | 89 585(+94)     |
| 11-06-2021 | 11-06-2021 |  | 3 711 569(+2 440)    | 89 687(+102)    |
| 12-06-2021 | 12-06-2021 |  | 3 713 480(+1 911)    | 89 816(+129)    |
| 13-06-2021 | 13-06-2021 |  | 3 714 969(+1 489)    | 89 834(+18)     |
| 14-06-2021 | 14-06-2021 |  | 3 715 518(+549)      | 89 844(+10)     |
| 15-06-2021 | 15-06-2021 |  | 3 716 170(+652)      | 89 937(+93)     |
| 16-06-2021 | 16-06-2021 |  | 3 717 625(+1 455)    | 90 074(+137)    |
| 17-06-2021 | 17-06-2021 |  | 3 718 955(+1 330)    | 90 179(+105)    |
| 18-06-2021 | 18-06-2021 |  | 3 720 031(+1 076)    | 90 270(+91)     |
| 19-06-2021 | 19-06-2021 |  | 3 721 139(+1 108)    | 90 369(+99)     |
| 20-06-2021 | 20-06-2021 |  | 3 721 981(+842)      | 90 385(+16)     |
| 21-06-2021 | 21-06-2021 |  | 3 722 327(+346)      | 90 395(+10)     |
| 22-06-2021 | 22-06-2021 |  | 3 722 782(+455)      | 90 472(+77)     |
| 23-06-2021 | 23-06-2021 |  | 3 723 798(+1 016)    | 90 523(+51)     |
| 24-06-2021 | 24-06-2021 |  | 3 724 806(+1 008)    | 90 616(+93)     |
| 25-06-2021 | 25-06-2021 |  | 3 725 580(+774)      | 90 678(+62)     |
| 26-06-2021 | 26-06-2021 |  | 3 726 172(+592)      | 90 746(+68)     |
| 27-06-2021 | 27-06-2021 |  | 3 726 710(+538)      | 90 754(+8)      |
| 28-06-2021 | 28-06-2021 |  | 3 726 929(+219)      | 90 762(+8)      |
| 29-06-2021 | 29-06-2021 |  | 3 727 333(+404)      | 90 819(+57)     |
| 30-06-2021 | 30-06-2021 |  | 3 728 141(+808)      | 90 875(+56)     |
| 01-07-2021 | 01-07-2021 |  | 3 729 033(+892)      | 90 938(+63)     |
| 02-07-2021 | 02-07-2021 |  | 3 729 682(+649)      | 91 007(+69)     |
| 03-07-2021 | 03-07-2021 |  | 3 730 353(+671)      | 91 023(+16)     |
| 04-07-2021 | 04-07-2021 |  | 3 730 912(+559)      | 91 030(+7)      |
| 05-07-2021 | 05-07-2021 |  | 3 731 124(+212)      | 91 031(+1)      |
| 06-07-2021 | 06-07-2021 |  | 3 731 564(+440)      | 91 062(+31)     |
| 07-07-2021 | 07-07-2021 |  | 3 732 549(+985)      | 91 110(+48)     |
| 08-07-2021 | 08-07-2021 |  | 3 733 519(+970)      | 91 141(+31)     |
| 09-07-2021 | 09-07-2021 |  | 3 734 468(+949)      | 91 190(+49)     |
| 10-07-2021 | 10-07-2021 |  | 3 735 420(+952)      | 91 225(+35)     |
| 11-07-2021 | 11-07-2021 |  | 3 736 165(+745)      | 91 231(+6)      |
| 12-07-2021 | 12-07-2021 |  | 3 736 489(+324)      | 91 233(+2)      |
| 13-07-2021 | 13-07-2021 |  | 3 737 135(+646)      | 91 259(+26)     |
| 14-07-2021 | 14-07-2021 |  | 3 738 683(+1 548)    | 91 287(+28)     |
| 15-07-2021 | 15-07-2021 |  | 3 740 325(+1 642)    | 91 319(+32)     |
| 16-07-2021 | 16-07-2021 |  | 3 741 781(+1 456)    | 91 337(+18)     |
| 17-07-2021 | 17-07-2021 |  | 3 743 389(+1 608)    | 91 359(+22)     |
| 18-07-2021 | 18-07-2021 |  | 3 744 681(+1 292)    | 91 362(+3)      |
| 19-07-2021 | 19-07-2021 |  | 3 745 227(+546)      | 91 363(+1)      |
| 20-07-2021 | 20-07-2021 |  | 3 746 410(+1 183)    | 91 397(+34)     |
| 21-07-2021 | 21-07-2021 |  | 3 748 613(+2 203)    | 91 416(+19)     |
| 22-07-2021 | 22-07-2021 |  | 3 750 503(+1 890)    | 91 458(+42)     |
| 23-07-2021 | 23-07-2021 |  | 3 752 592(+2 089)    | 91 492(+34)     |
| 24-07-2021 | 24-07-2021 |  | 3 754 511(+1 919)    | 91 520(+28)     |
| 25-07-2021 | 25-07-2021 |  | 3 755 898(+1 387)    | 91 524(+4)      |
| 26-07-2021 | 26-07-2021 |  | 3 756 856(+958)      | 91 527(+3)      |
| 27-07-2021 | 27-07-2021 |  | 3 758 401(+1 545)    | 91 565(+38)     |
| 28-07-2021 | 28-07-2021 |  | 3 761 169(+2 768)    | 91 586(+21)     |
| 29-07-2021 | 29-07-2021 |  | 3 764 311(+3 142)    | 91 607(+21)     |
| 30-07-2021 | 30-07-2021 |  | 3 766 765(+2 454)    | 91 637(+30)     |
| 31-07-2021 | 31-07-2021 |  | 3 769 165(+2 400)    | 91 658(+21)     |
| 01-08-2021 | 01-08-2021 |  | 3 771 262(+2 097)    | 91 659(+1)      |
| 02-08-2021 | 02-08-2021 |  | 3 772 109(+847)      | 91 660(+1)      |
| 03-08-2021 | 03-08-2021 |  | 3 773 875(+1 766)    | 91 679(+19)     |
| 04-08-2021 | 04-08-2021 |  | 3 777 446(+3 571)    | 91 704(+25)     |
| 05-08-2021 | 05-08-2021 |  | 3 780 985(+3 539)    | 91 730(+26)     |
| 06-08-2021 | 06-08-2021 |  | 3 784 433(+3 448)    | 91 754(+24)     |
| 07-08-2021 | 07-08-2021 |  | 3 787 639(+3 206)    | 91 778(+24)     |
| 08-08-2021 | 08-08-2021 |  | 3 790 766(+3 127)    | 91 782(+4)      |
| 09-08-2021 | 09-08-2021 |  | 3 791 949(+1 183)    | 91 784(+2)      |
| 10-08-2021 | 10-08-2021 |  | 3 794 429(+2 480)    | 91 803(+19)     |
| 11-08-2021 | 11-08-2021 |  | 3 799 425(+4 996)    | 91 817(+14)     |
| 12-08-2021 | 12-08-2021 |  | 3 805 063(+5 638)    | 91 834(+17)     |
| 13-08-2021 | 13-08-2021 |  | 3 810 641(+5 578)    | 91 853(+19)     |
| 14-08-2021 | 14-08-2021 |  | 3 816 285(+5 644)    | 91 864(+11)     |
| 15-08-2021 | 15-08-2021 |  | 3 821 013(+4 728)    | 91 867(+3)      |
| 16-08-2021 | 16-08-2021 |  | 3 823 139(+2 126)    | 91 871(+4)      |
| 17-08-2021 | 17-08-2021 |  | 3 827 051(+3 912)    | 91 899(+28)     |
| 18-08-2021 | 18-08-2021 |  | 3 835 375(+8 324)    | 91 921(+22)     |
| 19-08-2021 | 19-08-2021 |  | 3 843 775(+8 400)    | 91 943(+22)     |
| 20-08-2021 | 20-08-2021 |  | 3 853 055(+9 280)    | 91 956(+13)     |
| 21-08-2021 | 21-08-2021 |  | 3 861 147(+8 092)    | 91 973(+17)     |
| 22-08-2021 | 22-08-2021 |  | 3 868 197(+7 050)    | 91 976(+3)      |
| 23-08-2021 | 23-08-2021 |  | 3 871 865(+3 668)    | 91 980(+4)      |
| 24-08-2021 | 24-08-2021 |  | 3 877 612(+5 747)    | 92 022(+42)     |
| 25-08-2021 | 25-08-2021 |  | 3 889 173(+11 561)   | 92 061(+39)     |
| 26-08-2021 | 26-08-2021 |  | 3 901 799(+12 626)   | 92 082(+21)     |
| 27-08-2021 | 27-08-2021 |  | 3 913 828(+12 029)   | 92 096(+14)     |
| 28-08-2021 | 28-08-2021 |  | 3 924 131(+10 303)   | 92 118(+22)     |
| 29-08-2021 | 29-08-2021 |  | 3 932 547(+8 416)    | 92 130(+12)     |
| 30-08-2021 | 30-08-2021 |  | 3 937 106(+4 559)    | 92 140(+10)     |
| 31-08-2021 | 31-08-2021 |  | 3 942 856(+5 750)    | 92 200(+60)     |
| 01-09-2021 | 01-09-2021 |  | 3 956 387(+13 531)   | 92 223(+23)     |
| 02-09-2021 | 02-09-2021 |  | 3 970 102(+13 715)   | 92 256(+33)     |
| 03-09-2021 | 03-09-2021 |  | 3 984 353(+14 251)   | 92 301(+45)     |
| 04-09-2021 | 04-09-2021 |  | 3 995 188(+10 835)   | 92 325(+24)     |
| 05-09-2021 | 05-09-2021 |  | 4 005 641(+10 453)   | 92 346(+21)     |
| 06-09-2021 | 06-09-2021 |  | 4 010 390(+4 749)    | 92 354(+8)      |
| 07-09-2021 | 07-09-2021 |  | 4 017 116(+6 726)    | 92 413(+59)     |
| 08-09-2021 | 08-09-2021 |  | 4 030 681(+13 565)   | 92 448(+35)     |
| 09-09-2021 | 09-09-2021 |  | 4 046 112(+15 431)   | 92 498(+50)     |
| 10-09-2021 | 10-09-2021 |  | 4 059 081(+12 969)   | 92 553(+55)     |
| 11-09-2021 | 11-09-2021 |  | 4 070 295(+11 214)   | 92 598(+45)     |
| 12-09-2021 | 12-09-2021 |  | 4 077 640(+7 345)    | 92 606(+8)      |
| 13-09-2021 | 13-09-2021 |  | 4 083 151(+5 511)    | 92 618(+12)     |
| 14-09-2021 | 14-09-2021 |  | 4 089 476(+6 325)    | 92 686(+68)     |
| 15-09-2021 | 15-09-2021 |  | 4 101 931(+12 455)   | 92 769(+83)     |
| 16-09-2021 | 16-09-2021 |  | 4 114 856(+12 925)   | 92 837(+68)     |
| 17-09-2021 | 17-09-2021 |  | 4 125 878(+11 022)   | 92 857(+20)     |
| 18-09-2021 | 18-09-2021 |  | 4 134 779(+8 901)    | 92 920(+63)     |
| 19-09-2021 | 19-09-2021 |  | 4 142 116(+7 337)    | 92 958(+38)     |
| 20-09-2021 | 20-09-2021 |  | 4 145 852(+3 736)    | 92 971(+13)     |
| 21-09-2021 | 21-09-2021 |  | 4 150 516(+4 664)    | 93 052(+81)     |
| 22-09-2021 | 22-09-2021 |  | 4 160 970(+10 454)   | 93 123(+71)     |
| 23-09-2021 | 23-09-2021 |  | 4 171 666(+10 696)   | 93 238(+115)    |
| 24-09-2021 | 24-09-2021 |  | 4 181 393(+9 727)    | 93 303(+65)     |
| 25-09-2021 | 25-09-2021 |  | 4 188 604(+7 211)    | 93 365(+62)     |
| 26-09-2021 | 26-09-2021 |  | 4 196 378(+7 774)    | 93 393(+28)     |
| 27-09-2021 | 27-09-2021 |  | 4 199 400(+3 022)    | 93 403(+10)     |
| 28-09-2021 | 28-09-2021 |  | 4 203 571(+4 171)    | 93 504(+101)    |
| 29-09-2021 | 29-09-2021 |  | 4 215 351(+11 780)   | 93 571(+67)     |
| 30-09-2021 | 30-09-2021 |  | 4 227 501(+12 150)   | 93 638(+67)     |
| 01-10-2021 | 01-10-2021 |  | 4 237 619(+10 118)   | 93 711(+73)     |
| 02-10-2021 | 02-10-2021 |  | 4 246 136(+8 517)    | 93 777(+66)     |
| 03-10-2021 | 03-10-2021 |  | 4 252 300(+6 164)    | 93 786(+9)      |
| 04-10-2021 | 04-10-2021 |  | 4 255 388(+3 088)    | 93 793(+7)      |
| 05-10-2021 | 05-10-2021 |  | 4 260 187(+4 799)    | 93 883(+90)     |
| 06-10-2021 | 06-10-2021 |  | 4 271 734(+11 547)   | 93 959(+76)     |
| 07-10-2021 | 07-10-2021 |  | 4 283 378(+11 644)   | 94 027(+68)     |
| 08-10-2021 | 08-10-2021 |  | 4 293 807(+10 429)   | 94 113(+86)     |
| 09-10-2021 | 09-10-2021 |  | 4 302 661(+8 854)    | 94 178(+65)     |
| 10-10-2021 | 10-10-2021 |  | 4 310 273(+7 612)    | 94 202(+24)     |
| 11-10-2021 | 11-10-2021 |  | 4 313 384(+3 111)    | 94 209(+7)      |
| 12-10-2021 | 12-10-2021 |  | 4 318 355(+4 971)    | 94 297(+88)     |
| 13-10-2021 | 13-10-2021 |  | 4 330 258(+11 903)   | 94 389(+92)     |
| 14-10-2021 | 14-10-2021 |  | 4 342 640(+12 382)   | 94 461(+72)     |
| 15-10-2021 | 15-10-2021 |  | 4 354 158(+11 518)   | 94 526(+65)     |
| 16-10-2021 | 16-10-2021 |  | 4 365 107(+10 949)   | 94 601(+75)     |
| 17-10-2021 | 17-10-2021 |  | 4 373 789(+8 682)    | 94 618(+17)     |
| 18-10-2021 | 18-10-2021 |  | 4 377 845(+4 056)    | 94 628(+10)     |
| 19-10-2021 | 19-10-2021 |  | 4 384 616(+6 771)    | 94 716(+88)     |
| 20-10-2021 | 20-10-2021 |  | 4 401 631(+17 015)   | 94 808(+92)     |
| 21-10-2021 | 21-10-2021 |  | 4 417 708(+16 077)   | 94 875(+67)     |
| 22-10-2021 | 22-10-2021 |  | 4 437 280(+19 572)   | 94 991(+116)    |
| 23-10-2021 | 23-10-2021 |  | 4 452 425(+15 145)   | 95 077(+86)     |
| 24-10-2021 | 24-10-2021 |  | 4 466 157(+13 732)   | 95 100(+23)     |
| 25-10-2021 | 25-10-2021 |  | 4 472 730(+6 573)    | 95 117(+17)     |
| 26-10-2021 | 26-10-2021 |  | 4 483 203(+10 473)   | 95 245(+128)    |
| 27-10-2021 | 27-10-2021 |  | 4 506 415(+23 212)   | 95 359(+114)    |
| 28-10-2021 | 28-10-2021 |  | 4 534 452(+28 037)   | 95 485(+126)    |
| 29-10-2021 | 29-10-2021 |  | 4 559 120(+24 668)   | 95 606(+121)    |
| 30-10-2021 | 30-10-2021 |  | 4 580 663(+21 543)   | 95 696(+90)     |
| 31-10-2021 | 31-10-2021 |  | 4 597 550(+16 887)   | 95 729(+33)     |
| 01-11-2021 | 01-11-2021 |  | 4 607 208(+9 658)    | 95 752(+23)     |
| 02-11-2021 | 02-11-2021 |  | 4 618 021(+10 813)   | 95 833(+81)     |
| 03-11-2021 | 03-11-2021 |  | 4 638 419(+20 398)   | 96 027(+194)    |
| 04-11-2021 | 04-11-2021 |  | 4 672 368(+33 949)   | 96 192(+165)    |
| 05-11-2021 | 05-11-2021 |  | 4 709 488(+37 120)   | 96 346(+154)    |
| 06-11-2021 | 06-11-2021 |  | 4 743 490(+34 002)   | 96 488(+142)    |
| 07-11-2021 | 07-11-2021 |  | 4 767 033(+23 543)   | 96 525(+37)     |
| 08-11-2021 | 08-11-2021 |  | 4 782 546(+15 513)   | 96 558(+33)     |
| 09-11-2021 | 09-11-2021 |  | 4 804 378(+21 832)   | 96 727(+169)    |
| 10-11-2021 | 10-11-2021 |  | 4 844 054(+39 676)   | 96 963(+236)    |
| 11-11-2021 | 11-11-2021 |  | 4 894 250(+50 196)   | 97 198(+235)    |
| 12-11-2021 | 12-11-2021 |  | 4 942 890(+48 640)   | 97 389(+191)    |
| 13-11-2021 | 13-11-2021 |  | 4 987 971(+45 081)   | 97 617(+228)    |
| 14-11-2021 | 14-11-2021 |  | 5 021 469(+33 498)   | 97 672(+55)     |
| 15-11-2021 | 15-11-2021 |  | 5 045 076(+23 607)   | 97 715(+43)     |
| 16-11-2021 | 16-11-2021 |  | 5 077 124(+32 048)   | 97 980(+265)    |
| 17-11-2021 | 17-11-2021 |  | 5 129 950(+52 826)   | 98 274(+294)    |
| 18-11-2021 | 18-11-2021 |  | 5 195 321(+65 371)   | 98 538(+264)    |
| 19-11-2021 | 19-11-2021 |  | 5 248 291(+52 970)   | 98 739(+201)    |
| 20-11-2021 | 20-11-2021 |  | 5 312 215(+63 924)   | 98 987(+248)    |
| 21-11-2021 | 21-11-2021 |  | 5 354 942(+42 727)   | 99 062(+75)     |
| 22-11-2021 | 22-11-2021 |  | 5 385 585(+30 643)   | 99 124(+62)     |
| 23-11-2021 | 23-11-2021 |  | 5 430 911(+45 326)   | 99 433(+309)    |
| 24-11-2021 | 24-11-2021 |  | 5 497 795(+66 884)   | 99 768(+335)    |
| 25-11-2021 | 25-11-2021 |  | 5 573 756(+75 961)   | 100 119(+351)   |
| 26-11-2021 | 26-11-2021 |  | 5 650 170(+76 414)   | 100 476(+357)   |
| 27-11-2021 | 27-11-2021 |  | 5 717 295(+67 125)   | 100 779(+303)   |
| 28-11-2021 | 28-11-2021 |  | 5 761 696(+44 401)   | 100 883(+104)   |
| 29-11-2021 | 29-11-2021 |  | 5 791 060(+29 364)   | 100 956(+73)    |
| 30-11-2021 | 30-11-2021 |  | 5 836 813(+45 753)   | 101 344(+388)   |
| 01-12-2021 | 01-12-2021 |  | 5 903 999(+67 186)   | 101 790(+446)   |
| 02-12-2021 | 02-12-2021 |  | 5 977 208(+73 209)   | 102 178(+388)   |
| 03-12-2021 | 03-12-2021 |  | 6 051 560(+74 352)   | 102 568(+390)   |
| 04-12-2021 | 04-12-2021 |  | 6 116 070(+64 510)   | 102 946(+378)   |
| 05-12-2021 | 05-12-2021 |  | 6 158 125(+42 055)   | 103 040(+94)    |
| 06-12-2021 | 06-12-2021 |  | 6 185 961(+27 836)   | 103 121(+81)    |
| 07-12-2021 | 07-12-2021 |  | 6 222 020(+36 059)   | 103 520(+399)   |
| 08-12-2021 | 08-12-2021 |  | 6 291 621(+69 601)   | 104 047(+527)   |
| 09-12-2021 | 09-12-2021 |  | 6 362 232(+70 611)   | 104 512(+465)   |
| 10-12-2021 | 10-12-2021 |  | 6 423 520(+61 288)   | 104 996(+484)   |
| 11-12-2021 | 11-12-2021 |  | 6 477 217(+53 697)   | 105 506(+510)   |
| 12-12-2021 | 12-12-2021 |  | 6 509 863(+32 646)   | 105 638(+132)   |
| 13-12-2021 | 13-12-2021 |  | 6 531 606(+21 743)   | 105 754(+116)   |
| 14-12-2021 | 14-12-2021 |  | 6 562 429(+30 823)   | 106 227(+473)   |
| 15-12-2021 | 15-12-2021 |  | 6 613 730(+51 301)   | 106 680(+453)   |
| 16-12-2021 | 16-12-2021 |  | 6 670 407(+56 677)   | 107 202(+522)   |
| 17-12-2021 | 17-12-2021 |  | 6 721 375(+50 968)   | 107 639(+437)   |
| 18-12-2021 | 18-12-2021 |  | 6 764 188(+42 813)   | 108 053(+414)   |
| 19-12-2021 | 19-12-2021 |  | 6 793 536(+29 348)   | 108 233(+180)   |
| 20-12-2021 | 20-12-2021 |  | 6 809 622(+16 086)   | 108 352(+119)   |
| 21-12-2021 | 21-12-2021 |  | 6 833 050(+23 428)   | 108 814(+462)   |
| 22-12-2021 | 22-12-2021 |  | 6 878 709(+45 659)   | 109 324(+510)   |
| 23-12-2021 | 23-12-2021 |  | 6 923 636(+44 927)   | 109 749(+425)   |
| 24-12-2021 | 24-12-2021 |  | 6 959 067(+35 431)   | 110 119(+370)   |
| 25-12-2021 | 25-12-2021 |  | 6 981 281(+22 214)   | 110 276(+157)   |
| 26-12-2021 | 26-12-2021 |  | 6 991 381(+10 100)   | 110 364(+88)    |
| 27-12-2021 | 27-12-2021 |  | 7 005 289(+13 908)   | 110 433(+69)    |
| 28-12-2021 | 28-12-2021 |  | 7 026 369(+21 080)   | 110 805(+372)   |
| 29-12-2021 | 29-12-2021 |  | 7 066 412(+40 043)   | 111 219(+414)   |
| 30-12-2021 | 30-12-2021 |  | 7 109 182(+42 770)   | 111 602(+383)   |
| 31-12-2021 | 31-12-2021 |  | 7 150 422(+41 240)   | 111 925(+323)   |
| 01-01-2022 | 01-01-2022 |  | 7 176 814(+26 392)   | 112 109(+184)   |
| 02-01-2022 | 02-01-2022 |  | 7 189 329(+12 515)   | 112 155(+46)    |
| 03-01-2022 | 03-01-2022 |  | 7 207 847(+18 518)   | 112 223(+68)    |
| 04-01-2022 | 04-01-2022 |  | 7 238 408(+30 561)   | 112 579(+356)   |
| 05-01-2022 | 05-01-2022 |  | 7 297 320(+58 912)   | 112 925(+346)   |
| 06-01-2022 | 06-01-2022 |  | 7 361 660(+64 340)   | 113 368(+443)   |
| 07-01-2022 | 07-01-2022 |  | 7 417 995(+56 335)   | 113 632(+264)   |
| 08-01-2022 | 08-01-2022 |  | 7 473 884(+55 889)   | 113 900(+268)   |
| 09-01-2022 | 09-01-2022 |  | 7 510 436(+36 552)   | 113 977(+77)    |
| 10-01-2022 | 10-01-2022 |  | 7 535 691(+25 255)   | 114 029(+52)    |
| 11-01-2022 | 11-01-2022 |  | 7 581 381(+45 690)   | 114 351(+322)   |
| 12-01-2022 | 12-01-2022 |  | 7 661 811(+80 430)   | 114 735(+384)   |
| 13-01-2022 | 13-01-2022 |  | 7 743 228(+81 417)   | 115 051(+316)   |
| 14-01-2022 | 14-01-2022 |  | 7 835 451(+92 223)   | 115 337(+286)   |
| 15-01-2022 | 15-01-2022 |  | 7 913 473(+78 022)   | 115 572(+235)   |
| 16-01-2022 | 16-01-2022 |  | 7 965 977(+52 504)   | 115 619(+47)    |
| 17-01-2022 | 17-01-2022 |  | 8 000 122(+34 145)   | 115 649(+30)    |
| 18-01-2022 | 18-01-2022 |  | 8 074 527(+74 405)   | 115 842(+193)   |
| 19-01-2022 | 19-01-2022 |  | 8 186 850(+112 323)  | 116 081(+239)   |
| 20-01-2022 | 20-01-2022 |  | 8 320 386(+133 536)  | 116 315(+234)   |
| 21-01-2022 | 21-01-2022 |  | 8 460 546(+140 160)  | 116 485(+170)   |
| 22-01-2022 | 22-01-2022 |  | 8 596 007(+135 461)  | 116 664(+179)   |
| 23-01-2022 | 23-01-2022 |  | 8 681 447(+85 440)   | 116 718(+54)    |
| 24-01-2022 | 24-01-2022 |  | 8 744 840(+63 393)   | 116 746(+28)    |
| 25-01-2022 | 25-01-2022 |  | 8 871 795(+126 955)  | 116 960(+214)   |
| 26-01-2022 | 26-01-2022 |  | 9 035 795(+164 000)  | 117 126(+166)   |
| 27-01-2022 | 27-01-2022 |  | 9 238 931(+203 136)  | 117 314(+188)   |
| 28-01-2022 | 28-01-2022 |  | 9 429 079(+190 148)  | 117 484(+170)   |
| 29-01-2022 | 29-01-2022 |  | 9 618 245(+189 166)  | 117 666(+182)   |
| 30-01-2022 | 30-01-2022 |  | 9 737 215(+118 970)  | 117 725(+59)    |
| 31-01-2022 | 31-01-2022 |  | 9 815 533(+78 318)   | 117 786(+61)    |
| 01-02-2022 | 01-02-2022 |  | 9 978 146(+162 613)  | 117 974(+188)   |
| 02-02-2022 | 02-02-2022 |  | 10 186 644(+208 498) | 118 170(+196)   |
| 03-02-2022 | 03-02-2022 |  | 10 422 764(+236 120) | 118 334(+164)   |
| 04-02-2022 | 04-02-2022 |  | 10 671 602(+248 838) | 118 504(+170)   |
| 05-02-2022 | 05-02-2022 |  | 10 889 417(+217 815) | 118 676(+172)   |
| 06-02-2022 | 06-02-2022 |  | 11 022 590(+133 173) | 118 717(+41)    |
| 07-02-2022 | 07-02-2022 |  | 11 117 857(+95 267)  | 118 766(+49)    |
| 08-02-2022 | 08-02-2022 |  | 11 287 428(+169 571) | 118 943(+177)   |
| 09-02-2022 | 09-02-2022 |  | 11 521 678(+234 250) | 119 215(+272)   |
| 10-02-2022 | 10-02-2022 |  | 11 769 540(+247 862) | 119 453(+238)   |
| 11-02-2022 | 11-02-2022 |  | 12 009 712(+240 172) | 119 679(+226)   |
| 12-02-2022 | 12-02-2022 |  | 12 219 501(+209 789) | 119 877(+198)   |
| 13-02-2022 | 13-02-2022 |  | 12 344 661(+125 160) | 119 935(+58)    |
| 14-02-2022 | 14-02-2022 |  | 12 421 126(+76 465)  | 119 977(+42)    |
| 15-02-2022 | 15-02-2022 |  | 12 580 343(+159 217) | 120 220(+243)   |
| 16-02-2022 | 16-02-2022 |  | 12 800 315(+219 972) | 120 467(+247)   |
| 17-02-2022 | 17-02-2022 |  | 13 035 941(+235 626) | 120 728(+261)   |
| 18-02-2022 | 18-02-2022 |  | 13 255 989(+220 048) | 120 992(+264)   |
| 19-02-2022 | 19-02-2022 |  | 13 445 094(+189 105) | 121 202(+210)   |
| 20-02-2022 | 20-02-2022 |  | 13 563 126(+118 032) | 121 275(+73)    |
| 21-02-2022 | 21-02-2022 |  | 13 636 993(+73 867)  | 121 297(+22)    |
| 22-02-2022 | 22-02-2022 |  | 13 762 895(+125 902) | 121 603(+306)   |
| 23-02-2022 | 23-02-2022 |  | 13 971 947(+209 052) | 121 902(+299)   |
| 24-02-2022 | 24-02-2022 |  | 14 188 269(+216 322) | 122 145(+243)   |
| 25-02-2022 | 25-02-2022 |  | 14 399 012(+210 743) | 122 371(+226)   |
| 26-02-2022 | 26-02-2022 |  | 14 574 846(+175 834) | 122 621(+250)   |
| 27-02-2022 | 27-02-2022 |  | 14 682 758(+107 912) | 122 678(+57)    |
| 28-02-2022 | 28-02-2022 |  | 14 745 107(+62 349)  | 122 702(+24)    |
| 01-03-2022 | 01-03-2022 |  | 14 867 218(+122 111) | 122 937(+235)   |
| 02-03-2022 | 02-03-2022 |  | 15 053 624(+186 406) | 123 238(+301)   |
| 03-03-2022 | 03-03-2022 |  | 15 264 297(+210 673) | 123 505(+267)   |
| 04-03-2022 | 04-03-2022 |  | 15 481 890(+217 593) | 123 796(+291)   |
| 05-03-2022 | 05-03-2022 |  | 15 674 100(+192 210) | 124 051(+255)   |
| 06-03-2022 | 06-03-2022 |  | 15 790 989(+116 889) | 124 102(+51)    |
| 07-03-2022 | 07-03-2022 |  | 15 869 417(+78 428)  | 124 126(+24)    |
| 08-03-2022 | 08-03-2022 |  | 16 026 216(+156 799) | 124 450(+324)   |
| 09-03-2022 | 09-03-2022 |  | 16 242 070(+215 854) | 124 764(+314)   |
| 10-03-2022 | 10-03-2022 |  | 16 504 822(+262 752) | 125 023(+259)   |
| 11-03-2022 | 11-03-2022 |  | 16 757 658(+252 836) | 125 272(+249)   |
| 12-03-2022 | 12-03-2022 |  | 16 994 744(+237 086) | 125 521(+249)   |
| 13-03-2022 | 13-03-2022 |  | 17 141 351(+146 607) | 125 571(+50)    |
| 14-03-2022 | 14-03-2022 |  | 17 233 729(+92 378)  | 125 590(+19)    |
| 15-03-2022 | 15-03-2022 |  | 17 432 617(+198 888) | 125 873(+283)   |
| 16-03-2022 | 16-03-2022 |  | 17 695 210(+262 593) | 126 142(+269)   |
| 17-03-2022 | 17-03-2022 |  | 17 990 141(+294 931) | 126 420(+278)   |
| 18-03-2022 | 18-03-2022 |  | 18 287 986(+297 845) | 126 646(+226)   |
| 19-03-2022 | 19-03-2022 |  | 18 548 225(+260 239) | 126 867(+221)   |
| 20-03-2022 | 20-03-2022 |  | 18 680 017(+131 792) | 126 916(+49)    |
| 21-03-2022 | 21-03-2022 |  | 18 772 331(+92 314)  | 126 929(+13)    |
| 22-03-2022 | 22-03-2022 |  | 18 994 411(+222 080) | 127 193(+264)   |
| 23-03-2022 | 23-03-2022 |  | 19 278 143(+283 732) | 127 522(+329)   |
| 24-03-2022 | 24-03-2022 |  | 19 596 530(+318 387) | 127 822(+300)   |
| 25-03-2022 | 25-03-2022 |  | 19 893 028(+296 498) | 128 110(+288)   |
| 26-03-2022 | 26-03-2022 |  | 20 145 054(+252 026) | 128 388(+278)   |
| 27-03-2022 | 27-03-2022 |  | 20 256 278(+111 224) | 128 437(+49)    |
| 28-03-2022 | 28-03-2022 |  | 20 323 779(+67 501)  | 128 457(+20)    |
| 29-03-2022 | 29-03-2022 |  | 20 561 131(+237 352) | 128 764(+307)   |
| 30-03-2022 | 30-03-2022 |  | 20 829 608(+268 477) | 129 112(+348)   |
| 31-03-2022 | 31-03-2022 |  | 21 104 509(+274 901) | 129 391(+279)   |
| 01-04-2022 | 01-04-2022 |  | 21 357 039(+252 530) | 129 695(+304)   |
| 02-04-2022 | 02-04-2022 |  | 21 553 495(+196 456) | 129 987(+292)   |
| 03-04-2022 | 03-04-2022 |  | 21 627 548(+74 053)  | 130 029(+42)    |
| 04-04-2022 | 04-04-2022 |  | 21 668 677(+41 129)  | 130 052(+23)    |
| 05-04-2022 | 05-04-2022 |  | 21 849 074(+180 397) | 130 368(+316)   |
| 06-04-2022 | 06-04-2022 |  | 22 064 059(+214 985) | 130 708(+340)   |
| 07-04-2022 | 07-04-2022 |  | 22 265 788(+201 729) | 131 036(+328)   |
| 08-04-2022 | 08-04-2022 |  | 22 441 051(+175 263) | 131 370(+334)   |
| 09-04-2022 | 09-04-2022 |  | 22 591 726(+150 675) | 131 679(+309)   |
| 10-04-2022 | 10-04-2022 |  | 22 647 197(+55 471)  | 131 715(+36)    |
| 11-04-2022 | 11-04-2022 |  | 22 677 986(+30 789)  | 131 728(+13)    |
| 12-04-2022 | 12-04-2022 |  | 22 840 776(+162 790) | 132 017(+289)   |
| 13-04-2022 | 13-04-2022 |  | 23 017 079(+176 303) | 132 378(+361)   |
| 14-04-2022 | 14-04-2022 |  | 23 182 447(+165 368) | 132 688(+310)   |
| 15-04-2022 | 15-04-2022 |  | 23 339 311(+156 864) | 132 900(+212)   |
| 16-04-2022 | 16-04-2022 |  | 23 376 879(+37 568)  | 132 929(+29)    |
| 17-04-2022 | 17-04-2022 |  | 23 416 663(+39 784)  | 132 942(+13)    |
| 18-04-2022 | 18-04-2022 |  | 23 437 145(+20 482)  | 132 953(+11)    |
| 19-04-2022 | 19-04-2022 |  | 23 459 628(+22 483)  | 132 960(+7)     |
| 20-04-2022 | 20-04-2022 |  | 23 658 211(+198 583) | 133 308(+348)   |
| 21-04-2022 | 21-04-2022 |  | 23 844 536(+186 325) | 133 632(+324)   |
| 22-04-2022 | 22-04-2022 |  | 24 006 254(+161 718) | 133 921(+289)   |
| 23-04-2022 | 23-04-2022 |  | 24 141 333(+135 079) | 134 155(+234)   |
| 24-04-2022 | 24-04-2022 |  | 24 180 512(+39 179)  | 134 179(+24)    |
| 25-04-2022 | 25-04-2022 |  | 24 200 596(+20 084)  | 134 185(+6)     |
| 26-04-2022 | 26-04-2022 |  | 24 337 394(+136 798) | 134 489(+304)   |
| 27-04-2022 | 27-04-2022 |  | 24 479 055(+141 661) | 134 832(+343)   |
| 28-04-2022 | 28-04-2022 |  | 24 609 159(+130 104) | 135 078(+246)   |
| 29-04-2022 | 29-04-2022 |  | 24 710 769(+101 610) | 135 292(+214)   |
| 30-04-2022 | 30-04-2022 |  | 24 798 067(+87 298)  | 135 451(+159)   |
| 01-05-2022 | 01-05-2022 |  | 24 809 785(+11 718)  | 135 461(+10)    |
| 02-05-2022 | 02-05-2022 |  | 24 813 817(+4 032)   | 135 461(=)      |
| 03-05-2022 | 03-05-2022 |  | 24 927 339(+113 522) | 135 701(+240)   |
| 04-05-2022 | 04-05-2022 |  | 25 033 970(+106 631) | 135 942(+241)   |
| 05-05-2022 | 05-05-2022 |  | 25 130 137(+96 167)  | 136 125(+183)   |
| 06-05-2022 | 06-05-2022 |  | 25 215 210(+85 073)  | 136 339(+214)   |
| 07-05-2022 | 07-05-2022 |  | 25 287 462(+72 252)  | 136 523(+184)   |
| 08-05-2022 | 08-05-2022 |  | 25 295 950(+8 488)   | 136 533(+10)    |
| 09-05-2022 | 09-05-2022 |  | 25 299 300(+3 350)   | 136 538(+5)     |
| 10-05-2022 | 10-05-2022 |  | 25 406 868(+107 568) | 136 756(+218)   |
| 11-05-2022 | 11-05-2022 |  | 25 503 878(+97 010)  | 136 987(+231)   |
| 12-05-2022 | 12-05-2022 |  | 25 592 839(+88 961)  | 137 184(+197)   |
| 13-05-2022 | 13-05-2022 |  | 25 661 838(+68 999)  | 137 348(+164)   |
| 14-05-2022 | 14-05-2022 |  | 25 723 697(+61 859)  | 137 492(+144)   |
| 15-05-2022 | 15-05-2022 |  | 25 729 848(+6 151)   | 137 499(+7)     |
| 16-05-2022 | 16-05-2022 |  | 25 732 153(+2 305)   | 137 499(=)      |
| 17-05-2022 | 17-05-2022 |  | 25 818 405(+86 252)  | 137 714(+215)   |
| 18-05-2022 | 18-05-2022 |  | 25 890 456(+72 051)  | 137 888(+174)   |
| 19-05-2022 | 19-05-2022 |  | 25 949 175(+58 719)  | 138 053(+165)   |
| 20-05-2022 | 20-05-2022 |  | 25 998 085(+48 910)  | 138 204(+151)   |
| 21-05-2022 | 21-05-2022 |  | 26 040 460(+42 375)  | 138 324(+120)   |
| 22-05-2022 | 22-05-2022 |  | 26 044 283(+3 823)   | 138 325(+1)     |
| 23-05-2022 | 23-05-2022 |  | 26 045 528(+1 245)   | 138 326(+1)     |
| 24-05-2022 | 24-05-2022 |  | 26 109 965(+64 437)  | 138 485(+159)   |
| 25-05-2022 | 25-05-2022 |  | 26 159 106(+49 141)  | 138 643(+158)   |
| 26-05-2022 | 26-05-2022 |  | 26 198 811(+39 705)  | 138 779(+136)   |
| 27-05-2022 | 27-05-2022 |  | 26 200 663(+1 852)   | 138 781(+2)     |
| 28-05-2022 | 28-05-2022 |  | 26 240 639(+39 976)  | 138 854(+73)    |
| 29-05-2022 | 29-05-2022 |  | 26 243 352(+2 713)   | 138 862(+8)     |
| 30-05-2022 | 30-05-2022 |  | 26 244 107(+755)     | 138 864(+2)     |
| 31-05-2022 | 31-05-2022 |  | 26 305 996(+61 889)  | 139 000(+136)   |
| 01-06-2022 | 01-06-2022 |  | 26 360 953(+54 957)  | 139 091(+91)    |
| 02-06-2022 | 02-06-2022 |  | 26 409 455(+48 502)  | 139 222(+131)   |
| 03-06-2022 | 03-06-2022 |  | 26 452 148(+42 693)  | 139 313(+91)    |
| 04-06-2022 | 04-06-2022 |  | 26 493 235(+41 087)  | 139 386(+73)    |
| 05-06-2022 | 05-06-2022 |  | 26 493 235(=)        | 139 386(=)      |
| 06-06-2022 | 06-06-2022 |  | 26 496 611(+3 376)   | 139 386(=)      |
| 07-06-2022 | 07-06-2022 |  | 26 498 361(+1 750)   | 139 388(+2)     |
| 08-06-2022 | 08-06-2022 |  | 26 583 016(+84 655)  | 139 533(+145)   |
| 09-06-2022 | 09-06-2022 |  | 26 660 652(+77 636)  | 139 623(+90)    |
| 10-06-2022 | 10-06-2022 |  | 26 738 530(+77 878)  | 139 729(+106)   |
| 11-06-2022 | 11-06-2022 |  | 26 803 867(+65 337)  | 139 806(+77)    |
| 12-06-2022 | 12-06-2022 |  | 26 803 867(=)        | 139 806(=)      |
| 13-06-2022 | 13-06-2022 |  | 26 809 245(+5 378)   | 139 807(+1)     |
| 14-06-2022 | 14-06-2022 |  | 26 915 085(+105 840) | 139 914(+107)   |
| 15-06-2022 | 15-06-2022 |  | 27 007 429(+92 344)  | 140 026(+112)   |
| 16-06-2022 | 16-06-2022 |  | 27 096 571(+89 142)  | 140 099(+73)    |
| 17-06-2022 | 17-06-2022 |  | 27 124 689(+28 118)  | 140 118(+19)    |
| 18-06-2022 | 18-06-2022 |  | 27 204 953(+80 264)  | 140 176(+58)    |
| 19-06-2022 | 19-06-2022 |  | 27 204 955(+2)       | 140 176(=)      |
| 20-06-2022 | 20-06-2022 |  | 27 211 896(+6 941)   | 140 176(=)      |
| 21-06-2022 | 21-06-2022 |  | 27 334 993(+123 097) | 140 358(+182)   |
| 22-06-2022 | 22-06-2022 |  | 27 454 225(+119 232) | 140 462(+104)   |
| 23-06-2022 | 23-06-2022 |  | 27 573 585(+119 360) | 140 560(+98)    |
| 24-06-2022 | 24-06-2022 |  | 27 681 775(+108 190) | 140 650(+90)    |
| 25-06-2022 | 25-06-2022 |  | 27 771 111(+89 336)  | 140 734(+84)    |
| 26-06-2022 | 26-06-2022 |  | 27 771 112(+1)       | 140 734(=)      |
| 27-06-2022 | 27-06-2022 |  | 27 771 911(+799)     | 140 734(=)      |
| 28-06-2022 | 28-06-2022 |  | 27 914 240(+142 329) | 140 847(+113)   |
| 29-06-2022 | 29-06-2022 |  | 28 048 190(+133 950) | 141 022(+175)   |
| 30-06-2022 | 30-06-2022 |  | 28 180 861(+132 671) | 141 105(+83)    |
| 01-07-2022 | 01-07-2022 |  | 28 293 960(+113 099) | 141 189(+84)    |
| 02-07-2022 | 02-07-2022 |  | 28 392 629(+98 669)  | 141 292(+103)   |
| 03-07-2022 | 03-07-2022 |  | 28 392 630(+1)       | 141 292(=)      |
| 04-07-2022 | 04-07-2022 |  | 28 394 995(+2 365)   | 141 295(+3)     |
| 05-07-2022 | 05-07-2022 |  | 28 542 484(+147 489) | 141 397(+102)   |
| 06-07-2022 | 06-07-2022 |  | 28 673 212(+130 728) | 141 519(+122)   |
| 07-07-2022 | 07-07-2022 |  | 28 808 614(+135 402) | 141 627(+108)   |
| 08-07-2022 | 08-07-2022 |  | 28 926 346(+117 732) | 141 758(+131)   |
| 09-07-2022 | 09-07-2022 |  | 29 022 265(+95 919)  | 141 862(+104)   |
| 10-07-2022 | 10-07-2022 |  | 29 022 265(=)        | 141 862(=)      |
| 11-07-2022 | 11-07-2022 |  | 29 025 760(+3 495)   | 141 870(+8)     |
| 12-07-2022 | 12-07-2022 |  | 29 180 489(+154 729) | 142 035(+165)   |
| 13-07-2022 | 13-07-2022 |  | 29 308 100(+127 611) | 142 139(+104)   |
| 14-07-2022 | 14-07-2022 |  | 29 460 249(+152 149) | 142 284(+145)   |
| 15-07-2022 | 15-07-2022 |  | 29 569 943(+109 694) | 142 399(+115)   |
| 16-07-2022 | 16-07-2022 |  | 29 692 989(+123 046) | 142 533(+134)   |
| 17-07-2022 | 17-07-2022 |  | 29 692 989(=)        | 142 533(=)      |
| 18-07-2022 | 18-07-2022 |  | 29 692 989(=)        | 142 533(=)      |
| 19-07-2022 | 19-07-2022 |  | 29 853 680(+160 691) | 142 635(+102)   |
| 20-07-2022 | 20-07-2022 |  | 29 994 679(+140 999) | 142 771(+136)   |
| 21-07-2022 | 21-07-2022 |  | 30 131 303(+136 624) | 142 948(+177)   |
| 22-07-2022 | 22-07-2022 |  | 30 239 122(+107 819) | 143 061(+113)   |
| 23-07-2022 | 23-07-2022 |  | 30 331 131(+92 009)  | 143 177(+116)   |
| 24-07-2022 | 24-07-2022 |  | 30 331 133(+2)       | 143 177(=)      |
| 25-07-2022 | 25-07-2022 |  | 30 331 133(=)        | 143 177(=)      |
| 26-07-2022 | 26-07-2022 |  | 30 476 605(+145 472) | 143 364(+187)   |
| 27-07-2022 | 27-07-2022 |  | 30 598 385(+121 780) | 143 545(+181)   |
| 28-07-2022 | 28-07-2022 |  | 30 702 511(+104 126) | 143 702(+157)   |
| 29-07-2022 | 29-07-2022 |  | 30 787 309(+84 798)  | 143 855(+153)   |
| 30-07-2022 | 30-07-2022 |  | 30 853 312(+66 003)  | 143 972(+117)   |
| 31-07-2022 | 31-07-2022 |  | 30 853 314(+2)       | 143 972(=)      |
| 01-08-2022 | 01-08-2022 |  | 30 854 175(+861)     | 143 979(+7)     |
| 02-08-2022 | 02-08-2022 |  | 30 956 873(+102 698) | 144 150(+171)   |
| 03-08-2022 | 03-08-2022 |  | 31 044 554(+87 681)  | 144 360(+210)   |
| 04-08-2022 | 04-08-2022 |  | 31 119 199(+74 645)  | 144 552(+192)   |
| 05-08-2022 | 05-08-2022 |  | 31 178 705(+59 506)  | 144 717(+165)   |
| 06-08-2022 | 06-08-2022 |  | 31 228 314(+49 609)  | 144 858(+141)   |
| 07-08-2022 | 07-08-2022 |  | 31 228 314(=)        | 144 858(=)      |
| 08-08-2022 | 08-08-2022 |  | 31 228 322(+8)       | 144 858(=)      |
| 09-08-2022 | 09-08-2022 |  | 31 307 020(+78 698)  | 145 028(+170)   |
| 10-08-2022 | 10-08-2022 |  | 31 379 757(+72 737)  | 145 241(+213)   |
| 11-08-2022 | 11-08-2022 |  | 31 439 645(+59 888)  | 145 394(+153)   |
| 12-08-2022 | 12-08-2022 |  | 31 489 484(+49 839)  | 145 561(+167)   |
| 13-08-2022 | 13-08-2022 |  | 31 535 343(+45 859)  | 145 698(+137)   |
| 14-08-2022 | 14-08-2022 |  | 31 535 343(=)        | 145 698(=)      |
| 15-08-2022 | 15-08-2022 |  | 31 535 340           | 145 698(=)      |
| 16-08-2022 | 16-08-2022 |  | 31 599 085(+63 745)  | 145 838(+140)   |
| 17-08-2022 | 17-08-2022 |  | 31 666 475(+67 390)  | 146 030(+192)   |
| 18-08-2022 | 18-08-2022 |  | 31 725 160(+58 685)  | 146 214(+184)   |
| 19-08-2022 | 19-08-2022 |  | 31 771 884(+46 724)  | 146 383(+169)   |
| 20-08-2022 | 20-08-2022 |  | 31 808 179(+36 295)  | 146 504(+121)   |
| 21-08-2022 | 21-08-2022 |  | 31 808 179(=)        | 146 504(=)      |
| 22-08-2022 | 22-08-2022 |  | 31 808 228(+49)      | 146 504(=)      |
| 23-08-2022 | 23-08-2022 |  | 31 868 639(+60 411)  | 146 650(+146)   |
| 24-08-2022 | 24-08-2022 |  | 31 921 578(+52 939)  | 146 797(+147)   |
| 25-08-2022 | 25-08-2022 |  | 31 970 779(+49 201)  | 146 913(+116)   |
| 26-08-2022 | 26-08-2022 |  | 32 008 122(+37 343)  | 147 003(+90)    |
| 27-08-2022 | 27-08-2022 |  | 32 041 348(+33 226)  | 147 104(+101)   |
| 28-08-2022 | 28-08-2022 |  | 32 041 349(+1)       | 147 104(=)      |
| 29-08-2022 | 29-08-2022 |  | 32 041 350(+1)       | 147 104(=)      |
| 30-08-2022 | 30-08-2022 |  | 32 095 854(+54 504)  | 147 223(+119)   |
| 31-08-2022 | 31-08-2022 |  | 32 145 157(+49 303)  | 147 404(+181)   |
| 01-09-2022 | 01-09-2022 |  | 32 184 553(+39 396)  | 147 494(+90)    |
| 02-09-2022 | 02-09-2022 |  | 32 218 483(+33 930)  | 147 642(+148)   |
| 03-09-2022 | 03-09-2022 |  | 32 247 828(+29 345)  | 147 762(+120)   |
| 04-09-2022 | 04-09-2022 |  | 32 247 828(=)        | 147 762(=)      |
| 05-09-2022 | 05-09-2022 |  | 32 247 828(=)        | 147 762(=)      |
| 06-09-2022 | 06-09-2022 |  | 32 297 537(+49 709)  | 147 861(+99)    |
| 07-09-2022 | 07-09-2022 |  | 32 344 032(+46 495)  | 147 981(+120)   |
| 08-09-2022 | 08-09-2022 |  | 32 386 089(+42 057)  | 148 098(+117)   |
| 09-09-2022 | 09-09-2022 |  | 32 422 084(+35 995)  | 148 217(+119)   |
| 10-09-2022 | 10-09-2022 |  | 32 452 250(+30 166)  | 148 299(+82)    |
| 11-09-2022 | 11-09-2022 |  | 32 452 250(=)        | 148 299(=)      |
| 12-09-2022 | 12-09-2022 |  | 32 452 250(=)        | 148 299(=)      |
| 13-09-2022 | 13-09-2022 |  | 32 507 180(+54 930)  | 148 389(+90)    |
| 14-09-2022 | 14-09-2022 |  | 32 558 479(+51 299)  | 148 498(+109)   |
| 15-09-2022 | 15-09-2022 |  | 32 604 993(+46 514)  | 148 728(+230)   |
| 16-09-2022 | 16-09-2022 |  | 32 643 742(+38 749)  | 148 845(+117)   |
| 17-09-2022 | 17-09-2022 |  | 32 680 355(+36 613)  | 148 933(+88)    |
| 18-09-2022 | 18-09-2022 |  | 32 680 356(+1)       | 148 933(=)      |
| 19-09-2022 | 19-09-2022 |  | 32 680 356(=)        | 148 933(=)      |
| 20-09-2022 | 20-09-2022 |  | 32 740 593(+60 237)  | 149 079(+146)   |
| 21-09-2022 | 21-09-2022 |  | 32 797 308(+56 715)  | 149 169(+90)    |
| 22-09-2022 | 22-09-2022 |  | 32 854 286(+56 978)  | 149 275(+106)   |
| 23-09-2022 | 23-09-2022 |  | 32 905 086(+50 800)  | 149 368(+93)    |
| 24-09-2022 | 24-09-2022 |  | 32 952 050(+46 964)  | 149 458(+90)    |
| 25-09-2022 | 25-09-2022 |  | 32 952 050(=)        | 149 458(=)      |
| 26-09-2022 | 26-09-2022 |  | 32 952 050(=)        | 149 458(=)      |
| 27-09-2022 | 27-09-2022 |  | 33 041 332(+89 282)  | 149 576(+118)   |
| 28-09-2022 | 28-09-2022 |  | 33 137 143(+95 811)  | 149 714(+138)   |
| 29-09-2022 | 29-09-2022 |  | 33 216 006(+78 863)  | 149 808(+94)    |
| 30-09-2022 | 30-09-2022 |  | 33 312 373(+96 367)  | 149 948(+140)   |
| 01-10-2022 | 01-10-2022 |  | 33 386 229(+73 856)  | 150 064(+116)   |
| 02-10-2022 | 02-10-2022 |  | 33 386 229(=)        | 150 064(=)      |
| 03-10-2022 | 03-10-2022 |  | 33 386 229(=)        | 150 064(=)      |
| 04-10-2022 | 04-10-2022 |  | 33 386 229(=)        | 150 064(=)      |
| 05-10-2022 | 05-10-2022 |  | 33 519 761(+133 532) | 150 192(+128)   |
| 06-10-2022 | 06-10-2022 |  | 33 652 255(+132 494) | 150 289(+97)    |
| 07-10-2022 | 07-10-2022 |  | 33 826 367(+174 112) | 150 406(+117)   |
| 08-10-2022 | 08-10-2022 |  | 33 948 632(+122 265) | 150 535(+129)   |
| 09-10-2022 | 09-10-2022 |  | 33 948 632(=)        | 150 535(=)      |
| 10-10-2022 | 10-10-2022 |  | 33 948 632(=)        | 150 535(=)      |
| 11-10-2022 | 11-10-2022 |  | 34 121 168(+172 536) | 150 720(+185)   |
| 12-10-2022 | 12-10-2022 |  | 34 257 916(+136 748) | 150 919(+199)   |
| 13-10-2022 | 13-10-2022 |  | 34 403 129(+145 213) | 151 095(+176)   |
| 14-10-2022 | 14-10-2022 |  | 34 517 327(+114 198) | 151 260(+165)   |
| 15-10-2022 | 15-10-2022 |  | 34 608 835(+91 508)  | 151 420(+160)   |
| 16-10-2022 | 16-10-2022 |  | 34 608 837(+2)       | 151 420(=)      |
| 17-10-2022 | 17-10-2022 |  | 34 608 837(=)        | 151 420(=)      |
| 18-10-2022 | 18-10-2022 |  | 34 758 889(+150 052) | 151 629(+209)   |
| 19-10-2022 | 19-10-2022 |  | 34 888 963(+130 074) | 151 877(+248)   |
| 20-10-2022 | 20-10-2022 |  | 35 005 769(+116 806) | 152 100(+223)   |
| 21-10-2022 | 21-10-2022 |  | 35 098 062(+92 293)  | 152 278(+178)   |
| 22-10-2022 | 22-10-2022 |  | 35 172 693(+74 631)  | 152 482(+204)   |
| 23-10-2022 | 23-10-2022 |  | 35 172 694(+1)       | 152 482(=)      |
| 24-10-2022 | 24-10-2022 |  | 35 172 694(=)        | 152 482(=)      |
| 25-10-2022 | 25-10-2022 |  | 35 288 228(+115 534) | 152 755(+273)   |
| 26-10-2022 | 26-10-2022 |  | 35 383 015(+94 787)  | 152 997(+242)   |
| 27-10-2022 | 27-10-2022 |  | 35 461 920(+78 905)  | 153 193(+196)   |
| 28-10-2022 | 28-10-2022 |  | 35 523 412(+61 492)  | 153 377(+184)   |
| 29-10-2022 | 29-10-2022 |  | 35 571 130(+47 718)  | 153 544(+167)   |
| 30-10-2022 | 30-10-2022 |  | 35 571 130(=)        | 153 544(=)      |
| 31-10-2022 | 31-10-2022 |  | 35 571 131(+1)       | 153 544(=)      |
| 01-11-2022 | 01-11-2022 |  | 35 619 687(+48 556)  | 153 694(+150)   |
| 02-11-2022 | 02-11-2022 |  | 35 649 648(+29 961)  | 153 814(+120)   |
| 03-11-2022 | 03-11-2022 |  | 35 728 277(+78 629)  | 154 095(+281)   |
| 04-11-2022 | 04-11-2022 |  | 35 784 912(+56 635)  | 154 328(+233)   |
| 05-11-2022 | 05-11-2022 |  | 35 823 771(+38 859)  | 154 535(+207)   |
| 06-11-2022 | 06-11-2022 |  | 35 823 771(=)        | 154 535(=)      |
| 07-11-2022 | 07-11-2022 |  | 35 823 771(=)        | 154 535(=)      |
| 08-11-2022 | 08-11-2022 |  | 35 884 834(+61 063)  | 154 785(+250)   |
| 09-11-2022 | 09-11-2022 |  | 35 932 654(+47 820)  | 155 012(+227)   |
| 10-11-2022 | 10-11-2022 |  | 35 971 322(+38 668)  | 155 187(+175)   |
| 11-11-2022 | 11-11-2022 |  | 36 005 025(+33 703)  | 155 403(+216)   |
| 12-11-2022 | 12-11-2022 |  | 36 033 394(+28 369)  | 155 588(+185)   |
| 13-11-2022 | 13-11-2022 |  | 36 033 395(+1)       | 155 588(=)      |
| 14-11-2022 | 14-11-2022 |  | 36 033 395(=)        | 155 588(=)      |
| 15-11-2022 | 15-11-2022 |  | 36 080 574(+47 179)  | 155 807(+219)   |
| 16-11-2022 | 16-11-2022 |  | 36 119 184(+38 610)  | 156 030(+223)   |
| 17-11-2022 | 17-11-2022 |  | 36 152 490(+33 306)  | 156 192(+162)   |
| 18-11-2022 | 18-11-2022 |  | 36 180 077(+27 587)  | 156 410(+218)   |
| 19-11-2022 | 19-11-2022 |  | 36 205 405(+25 328)  | 156 613(+203)   |
| 20-11-2022 | 20-11-2022 |  | 36 205 405(=)        | 156 613(=)      |
| 21-11-2022 | 21-11-2022 |  | 36 205 405(=)        | 156 613(=)      |
| 22-11-2022 | 22-11-2022 |  | 36 247 081(+41 676)  | 156 812(+199)   |
| 23-11-2022 | 23-11-2022 |  | 36 280 371(+33 290)  | 156 951(+139)   |
| 24-11-2022 | 24-11-2022 |  | 36 318 461(+38 090)  | 157 114(+163)   |
| 25-11-2022 | 25-11-2022 |  | 36 348 477(+30 016)  | 157 388(+274)   |
| 26-11-2022 | 26-11-2022 |  | 36 373 164(+24 687)  | 157 495(+107)   |
| 27-11-2022 | 27-11-2022 |  | 36 373 164(=)        | 157 495(=)      |
| 28-11-2022 | 28-11-2022 |  | 36 373 165(+1)       | 157 495(=)      |
| 29-11-2022 | 29-11-2022 |  | 36 418 717(+45 552)  | 157 657(+162)   |
| 30-11-2022 | 30-11-2022 |  | 36 463 485(+44 768)  | 157 791(+134)   |
| 01-12-2022 | 01-12-2022 |  | 36 499 600(+36 115)  | 157 943(+152)   |
| 02-12-2022 | 02-12-2022 |  | 36 530 020(+30 420)  | 158 109(+166)   |
| 03-12-2022 | 03-12-2022 |  | 36 557 861(+27 841)  | 158 198(+89)    |
| 04-12-2022 | 04-12-2022 |  | 36 557 861(=)        | 158 198(=)      |
| 05-12-2022 | 05-12-2022 |  | 36 557 861(=)        | 158 198(=)      |
| 06-12-2022 | 06-12-2022 |  | 36 604 648(+46 787)  | 158 386(+188)   |
| 07-12-2022 | 07-12-2022 |  | 36 649 979(+45 331)  | 158 559(+173)   |
| 08-12-2022 | 08-12-2022 |  | 36 690 235(+40 256)  | 158 684(+125)   |
| 09-12-2022 | 09-12-2022 |  | 36 726 061(+35 826)  | 158 851(+167)   |
| 10-12-2022 | 10-12-2022 |  | 36 758 926(+32 865)  | 158 966(+115)   |
| 11-12-2022 | 11-12-2022 |  | 36 758 926(=)        | 158 966(=)      |
| 12-12-2022 | 12-12-2022 |  | 36 758 926(=)        | 158 966(=)      |
| 13-12-2022 | 13-12-2022 |  | 36 812 671(+53 745)  | 159 177(+211)   |
| 14-12-2022 | 14-12-2022 |  | 36 860 998(+48 327)  | 159 364(+187)   |
| 15-12-2022 | 15-12-2022 |  | 36 905 873(+44 875)  | 159 594(+230)   |
| 16-12-2022 | 16-12-2022 |  | 36 946 574(+40 701)  | 159 737(+143)   |
| 17-12-2022 | 17-12-2022 |  | 36 980 882(+34 308)  | 159 884(+147)   |
| 18-12-2022 | 18-12-2022 |  | 36 980 882(=)        | 159 884(=)      |
| 19-12-2022 | 19-12-2022 |  | 36 980 883(+1)       | 159 884(=)      |
| 20-12-2022 | 20-12-2022 |  | 37 035 898(+55 015)  | 160 045(+161)   |
| 21-12-2022 | 21-12-2022 |  | 37 088 426(+52 528)  | 160 246(+201)   |
| 22-12-2022 | 22-12-2022 |  | 37 136 414(+47 988)  | 160 424(+178)   |
| 23-12-2022 | 23-12-2022 |  | 37 177 854(+41 440)  | 160 611(+187)   |
| 24-12-2022 | 24-12-2022 |  | 37 211 937(+34 083)  | 160 768(+157)   |
| 25-12-2022 | 25-12-2022 |  | 37 211 951(+14)      | 160 768(=)      |
| 26-12-2022 | 26-12-2022 |  | 37 211 966(+15)      | 160 768(=)      |
| 27-12-2022 | 27-12-2022 |  | 37 211 978(+12)      | 160 768(=)      |
| 28-12-2022 | 28-12-2022 |  | 37 272 430(+60 452)  | 160 972(+204)   |
| 29-12-2022 | 29-12-2022 |  | 37 313 240(+40 810)  | 161 133(+161)   |
| 30-12-2022 | 30-12-2022 |  | 37 345 969(+32 729)  | 161 321(+188)   |
| 31-12-2022 | 31-12-2022 |  | 37 369 865(+23 896)  | 161 465(+144)   |
| 01-01-2023 | 01-01-2023 |  | 37 369 866(+1)       | 161 465(=)      |
| 02-01-2023 | 02-01-2023 |  | 37 369 867(+1)       | 161 465(=)      |
| 03-01-2023 | 03-01-2023 |  | 37 410 650(+40 783)  | 161 714(+249)   |
| 04-01-2023 | 04-01-2023 |  | 37 446 795(+36 145)  | 162 021(+307)   |
| 05-01-2023 | 05-01-2023 |  | 37 475 448(+28 653)  | 162 256(+235)   |
| 06-01-2023 | 06-01-2023 |  | 37 496 370(+20 922)  | 162 518(+262)   |
| 07-01-2023 | 07-01-2023 |  | 37 509 539(+13 169)  | 162 688(+170)   |
| 08-01-2023 | 08-01-2023 |  | 37 509 539(=)        | 162 688(=)      |
| 09-01-2023 | 09-01-2023 |  | 37 509 539(=)        | 162 688(=)      |
| 10-01-2023 | 10-01-2023 |  | 37 540 072(+30 533)  | 162 975(+287)   |
| 11-01-2023 | 11-01-2023 |  | 37 562 191(+22 119)  | 163 244(+269)   |
| 12-01-2023 |            |  |                      |                 |
| 13-01-2023 | 13-01-2023 |  | 37 594 526(N.D.)     | 163 625(N.D.)   |
| 14-01-2023 | 14-01-2023 |  | 37 605 135(+10 609)  | 163 775(+150)   |
| 15-01-2023 | 15-01-2023 |  | 37 605 135(=)        | 163 775(=)      |
| 16-01-2023 | 16-01-2023 |  | 37 605 135(=)        | 163 775(=)      |
| 17-01-2023 | 17-01-2023 |  | 37 622 357(+17 222)  | 163 965(+190)   |
| 18-01-2023 | 18-01-2023 |  | 37 637 807(+15 450)  | 164 153(+188)   |
| 19-01-2023 | 19-01-2023 |  | 37 649 808(+12 001)  | 164 391(+238)   |
| 20-01-2023 | 20-01-2023 |  | 37 659 518(+9 710)   | 164 585(+194)   |
| 21-01-2023 | 21-01-2023 |  | 37 668 384(+8 866)   | 164 703(+118)   |
| 22-01-2023 | 22-01-2023 |  | 37 668 384(=)        | 164 703(=)      |
| 23-01-2023 | 23-01-2023 |  | 37 668 384(=)        | 164 703(=)      |
| 24-01-2023 | 24-01-2023 |  | 37 684 456(+16 072)  | 164 844(+141)   |
| 25-01-2023 | 25-01-2023 |  | 37 701 193(+16 737)  | 165 001(+157)   |
| 26-01-2023 | 26-01-2023 |  | 37 715 000(+13 807)  | 165 139(+138)   |
| 27-01-2023 | 27-01-2023 |  | 37 728 155(+13 155)  | 165 314(+175)   |
| 28-01-2023 | 28-01-2023 |  | 37 739 472(+11 317)  | 165 441(+127)   |
| 29-01-2023 | 29-01-2023 |  | 37 739 472(=)        | 165 441(=)      |
| 30-01-2023 | 30-01-2023 |  | 37 739 472(=)        | 165 441(=)      |
| 31-01-2023 | 31-01-2023 |  | 37 758 773(+19 301)  | 165 563(+122)   |
| 01-02-2023 | 01-02-2023 |  | 37 779 833(+21 060)  | 165 711(+148)   |
| 02-02-2023 | 02-02-2023 |  | 37 796 790(+16 957)  | 165 865(+154)   |
| 03-02-2023 | 03-02-2023 |  | 37 810 147(+13 357)  | 166 016(+151)   |
| 04-02-2023 | 04-02-2023 |  | 37 822 577(+12 430)  | 166 128(+112)   |
| 05-02-2023 | 05-02-2023 |  | 37 822 577(=)        | 166 128(=)      |
| 06-02-2023 | 06-02-2023 |  | 37 822 577(=)        | 166 128(=)      |
| 07-02-2023 | 07-02-2023 |  | 37 842 223(+19 646)  | 166 292(+164)   |
| 08-02-2023 | 08-02-2023 |  | 37 861 703(+19 480)  | 166 399(+107)   |
| 09-02-2023 | 09-02-2023 |  | 37 879 714(+18 011)  | 166 526(+127)   |
| 10-02-2023 | 10-02-2023 |  | 37 893 892(+14 178)  | 166 660(+134)   |
| 11-02-2023 | 11-02-2023 |  | 37 907 312(+13 420)  | 166 763(+103)   |
| 12-02-2023 | 12-02-2023 |  | 37 907 312(=)        | 166 763(=)      |
| 13-02-2023 | 13-02-2023 |  | 37 907 312(=)        | 166 763(=)      |
| 14-02-2023 | 14-02-2023 |  | 37 928 944(+21 632)  | 166 875(+112)   |
| 15-02-2023 | 15-02-2023 |  | 37 949 446(+20 502)  | 166 999(+124)   |
| 16-02-2023 | 16-02-2023 |  | 37 970 357(+20 911)  | 167 124(+125)   |
| 17-02-2023 | 17-02-2023 |  | 37 986 750(+16 393)  | 167 214(+90)    |
| 18-02-2023 | 18-02-2023 |  | 38 002 611(+15 861)  | 167 289(+75)    |
| 19-02-2023 | 19-02-2023 |  | 38 002 611(=)        | 167 289(=)      |
| 20-02-2023 | 20-02-2023 |  | 38 002 611(=)        | 167 289(=)      |
| 21-02-2023 | 21-02-2023 |  | 38 018 111(+15 500)  | 167 387(+98)    |
| 22-02-2023 | 22-02-2023 |  | 38 043 874(+25 763)  | 167 491(+104)   |
| 23-02-2023 | 23-02-2023 |  | 38 068 912(+25 038)  | 167 604(+113)   |
| 24-02-2023 | 24-02-2023 |  | 38 090 089(+21 177)  | 167 723(+119)   |
| 25-02-2023 | 25-02-2023 |  | 38 111 063(+20 974)  | 167 812(+89)    |
| 26-02-2023 | 26-02-2023 |  | 38 111 063(=)        | 167 812(=)      |
| 27-02-2023 | 27-02-2023 |  | 38 111 063(=)        | 167 812(=)      |
| 28-02-2023 | 28-02-2023 |  | 38 144 033(+32 970)  | 167 951(+139)   |
| 01-03-2023 | 01-03-2023 |  | 38 168 908(+24 875)  | 168 086(+135)   |
| 02-03-2023 | 02-03-2023 |  | 38 189 954(+21 046)  | 168 175(+89)    |
| 03-03-2023 | 03-03-2023 |  | 38 202 571(+12 617)  | 168 289(+114)   |
| 04-03-2023 | 04-03-2023 |  | 38 210 850(+8 279)   | 168 397(+108)   |
| 05-03-2023 | 05-03-2023 |  | 38 210 850(=)        | 168 397(=)      |
| 06-03-2023 | 06-03-2023 |  | 38 210 851(+1)       | 168 397(=)      |
| 07-03-2023 | 07-03-2023 |  | 38 221 663(+10 812)  | 168 583(+186)   |
| 08-03-2023 | 08-03-2023 |  | 38 231 610(+9 947)   | 168 709(+126)   |
| 09-03-2023 | 09-03-2023 |  | 38 241 231(+9 621)   | 168 808(+99)    |
| 10-03-2023 | 10-03-2023 |  | 38 249 060(+7 829)   | 168 935(+127)   |
| 11-03-2023 | 11-03-2023 |  | 38 256 003(+6 943)   | 169 057(+122)   |
| 12-03-2023 | 12-03-2023 |  | 38 256 003(=)        | 169 057(=)      |
| 13-03-2023 | 13-03-2023 |  | 38 256 003(=)        | 169 057(=)      |
| 14-03-2023 | 14-03-2023 |  | 38 266 753(+10 750)  | 169 222(+165)   |
| 15-03-2023 | 15-03-2023 |  | 38 276 190(+9 437)   | 169 345(+123)   |
| 16-03-2023 | 16-03-2023 |  | 38 283 817(+7 627)   | 169 460(+115)   |
| 17-03-2023 | 17-03-2023 |  | 38 291 497(+7 680)   | 169 579(+119)   |
| 18-03-2023 | 18-03-2023 |  | 38 297 037(+5 540)   | 169 661(+82)    |
| 19-03-2023 | 19-03-2023 |  | 38 297 037(=)        | 169 661(=)      |
| 20-03-2023 | 20-03-2023 |  | 38 297 037(=)        | 169 661(=)      |
| 21-03-2023 | 21-03-2023 |  | 38 306 781(+9 744)   | 169 802(+141)   |
| 22-03-2023 | 22-03-2023 |  | 38 313 863(+7 082)   | 169 894(+92)    |
| 23-03-2023 | 23-03-2023 |  | 38 320 981(+7 118)   | 170 074(+180)   |
| 24-03-2023 | 24-03-2023 |  | 38 326 616(+5 635)   | 170 231(+157)   |
| 25-03-2023 | 25-03-2023 |  | 38 330 941(+4 325)   | 170 331(+100)   |
| Fonti: - Dati ufficiali:Istituto Robert Koch e autorità sanitarie [RKI - Coronavirus SARS-CoV-2] - Non ufficiali: Mappa in tempo reale del Berliner Morgenpost. La tabella comprende solo dati ufficiali. - Ultimo aggiornamento: 01.01.2021, 00:00 UTC+1, pubblicati online alle 08:00 da rki.de. |            |  |                      |                 |

## Cronistoria

Mappa dei casi confermati in Germania per densità negli Stati federati (al 28 marzo):
1-9 casi
10-99 casi
100-499 casi
500-999 casi
1000-9999 casi
10000+ casi

1-9 casi
     10-99 casi
     100-499 casi
     500-999 casi
     1000-9999 casi
     10000+ casi

### Primi casi confermati
Il 27 gennaio 2020, il Ministero della Salute bavarese ha annunciato che un dipendente 33enne di Webasto, un fornitore tedesco di parti di automobili a Starnberg, in Baviera, era risultato positivo al SARS-CoV-2. Ha contratto l'infezione da una collega cinese che aveva ricevuto una visita a Shanghai dai suoi genitori di Wuhan. Il suo è stato il primo caso noto di una persona che contrae il virus al di fuori della Cina da un non parente - la prima trasmissione nota del virus al di fuori della Cina è di padre in figlio in Vietnam.
Il 28 gennaio sono stati confermati altri tre casi, un uomo di 27 anni, un uomo di 40 anni e una donna di 33 anni. Tutti e tre erano anche dipendenti di Webasto. Sono stati monitorati e messi in quarantena presso l'ospedale di München a Schwabing.
Il 30 gennaio, un uomo di Siegsdorf che lavorava per la stessa compagnia è risultato positivo.
Il 31 gennaio e il 3 febbraio, rispettivamente, entrambi i suoi figli sono risultati positivi al SARS-CoV-2. Anche sua moglie è risultata positiva il 6 febbraio. Un dipendente Webasto di 52 anni di Fürstenfeldbruck è risultato positivo.
Il 1º febbraio, un dipendente Webasto di 33 anni residente a Monaco di Baviera è risultato positivo, diventando l'ottavo caso della Germania. Il 3 febbraio, un altro dipendente è stato confermato positivo. Il 7 febbraio, la moglie di un uomo precedentemente diagnosticato è risultata positiva. L'11 febbraio, un dipendente Webasto di 49 anni si è rivelato positivo, così come un membro della famiglia di un dipendente precedentemente diagnosticato.
Il 1º febbraio circa 90 cittadini tedeschi hanno lasciato Wuhan su un volo organizzato dal governo tedesco. All'arrivo sono stati messi in quarantena nella Renania-Palatinato per 14 giorni.
Il 2 febbraio, due degli arrivi dalla Cina sono risultati positivi e sono stati trasferiti dalla sede di quarantena di Germersheim a un'unità di isolamento presso l'ospedale universitario di Francoforte.
Il 25 febbraio sono stati confermati due nuovi casi. Un uomo di 25 anni di Göppingen, nel Baden-Württemberg, recentemente tornato da Milano, in Italia, è risultato positivo ed è stato curato alla Klinik am Eichert.
Un uomo di 47 anni è risultato positivo a Erkelenz, Heinsberg, nella Renania Settentrionale-Vestfalia. È stato precedentemente curato presso l'ospedale universitario di Colonia il 13 e 19 febbraio per una condizione medica preesistente. È stato identificato che 41 persone tra il personale medico e i pazienti hanno avuto contatti con lui in ospedale. Una persona del personale medico ha mostrato sintomi ed è stato testato per il SARS-CoV-2.
Il 26 febbraio, la moglie del paziente di 47 anni nella Renania Settentrionale-Vestfalia, che era insegnante di scuola materna, è risultata positiva ed entrambi sono stati isolati all'ospedale universitario di Düsseldorf. Anche una collega della paziente di 47 anni nella Renania Settentrionale-Vestfalia e il suo partner sono risultati positivi.

Mappa animata dei casi di COVID-19 nella Renania Settentrionale-Vestfalia tra il 24 febbraio e il 15 marzo 2020.

Il primo caso in Renania-Palatinato riguardava un soldato di 41 anni che lavorava all'aeroporto militare di Colonia-Wahn e aveva partecipato a un evento di carnevale a Gangelt con il paziente di 47 anni della Renania Settentrionale-Vestfalia. Fu ricoverato all'Ospedale Centrale della Bundeswehr di Coblenza.
Un medico di Mönchengladbach è risultato positivo ed è stato messo in quarantena a casa. Aveva partecipato allo stesso evento di carnevale a Gangelt dei precedenti pazienti.
Tre nuovi casi sono stati confermati nel Baden-Württemberg. La ragazza di 24 anni del venticinquenne di Göppingen e suo padre di 60 anni, che lavorava come medico principale presso l'ospedale universitario di Tubinga, sono risultati positivi e ricoverati nello stesso ospedale di Tubinga.
Un uomo di 32 anni di Rottweil, nel Baden-Württemberg, che ha visitato Codogno con la sua famiglia il 23 febbraio, è risultato positivo ed è stato ricoverato in ospedale per isolamento.
Il 27 febbraio, un uomo di 32 anni di Kaiserslautern, che era stato in Iran, è risultato positivo ed è stato ammesso a Westpfalz-Klinikum.
Il comune di Heinsberg ha annunciato che sono stati confermati 14 nuovi casi, portando l'attuale totale di 20 casi nella Renania Settentrionale-Vestfalia.
Il Baden-Württemberg ha annunciato 4 nuovi casi, portando l'attuale totale di 8 casi nella regione.
Il 28 febbraio, l'Assia ha confermato un caso di COVID-19, un uomo di Lahn-Dill. Amburgo ha confermato un caso, uno staff pediatrico maschile presso il Centro medico dell'Università di Amburgo-Eppendorf.
Il Baden-Württemberg ha confermato 2 nuovi casi sul proprio account Twitter ufficiale, portando il totale nella regione a 10.
Aquisgrana ha confermato il primo caso COVID-19, una donna di Herzogenrath, un'area urbana di Aquisgrana, che aveva partecipato all'evento di carnevale a Gangelt il 15 febbraio. La donna venne messa in quarantena domestica.

### Aumento dei contagi

Mappa animata dei casi di COVID-19 nel Baden-Württemberg tra il 27 febbraio e il 15 marzo 2020.

Mappa animata dei casi di COVID-19 nel Meclemburgo-Pomerania tra il 1 e il 18 marzo 2020.

Il primo marzo venne registrato il primo caso nella capitale Berlino, mentre nell’Assia vennero registrati quattro nuovi casi: di questi positivi tre erano di Francoforte ed uno era di Groß-Gerau, e tutti avevano contratto il virus a Gießen. Nello stesso giorno vennero registrati tre nuovi casi ad Aquisgrana e nella vicina Würselen.
Il 2 marzo vennero registrati il primo caso in Turingia, nel circondario della Saale-Orla (un paziente di 57 anni ritornato dal Nord Italia), il primo nel Brandeburgo, nel circondario dell’Oberhavel (un paziente tornato dall’Alto Adige) ed il primo in Sassonia, nel circondario della Svizzera Sassone-Monti Metalliferi Orientali (un uomo di 67 anni tornato dall’Italia).
Il 3 marzo vennero registrati nove nuovi casi nel Baden-Württemberg e nove nuovi casi in Baviera. Sei nuovi casi vennero registrati nella Bassa Sassonia, due in Vestfalia e due in Pomerania Occidentale. Nella Saarland un medico venne contagiato da un paziente.
Il 4 marzo vennero registrati ventotto nuovi casi nel Baden-Württemberg, quindici dei quali erano tornati dall’Italia, due dall’Iran ed uno da Barcellona. Venne inoltre registrato il primo caso nell’Assia settentrionale, un impiegato delle ferrovie di Francoforte, ed il numero totale di positivi alla COVID-19 nell’Assia salì a 13. In totale si registrarono 262 casi e 16 guarigioni.
Il 5 marzo il numero dei casi salì a 400, il giorno successivo salì a 639 ed il 7 marzo salì a 795. Inoltre, sempre il 7 marzo, nel Baden-Württemberg si registrarono 54 nuovi casi, dei quali 21 si trovavano nel circondario del Meno-Tauber, portando il numero totale di positivi nella regione a 170.
L’8 marzo la Germania il numero dei casi superò i 1000 per un totale di 1018 casi. Il 9 marzo avvennero i primi due decessi a causa del nuovo coronavirus: si trattavano di una donna di 89 anni di Essen, in Renania Settentrionale-Vestfalia, ed un uomo di Heinsberg, uno dei principali focolai del paese.
Al 10 marzo, i Länder più colpiti dall’epidemia erano la Renania Settentrionale-Vestfalia (484 casi), la Baviera (314 casi) ed il Baden-Württemberg (237 casi). L’11 marzo ad Heinsberg venne registrato il terzo decesso mentre il giorno successivo il numero dei morti salì a 5. Il numero dei casi e quello dei morti continuarono a salire fino a raggiungere un totale di 31,554 contagiati e 253 morti il 27 marzo.
L’11 marzo, la cancelliera Angela Merkel parlò per la prima volta in una conferenza stampa del problema dell’epidemia, spiegando che era più importante fermare l’epidemia rispetto ai problemi finanziari. Inoltre, ella aggiunse che tra il 60 % e il 70 % della popolazione tedesca rischiava di venire infettata dal virus.

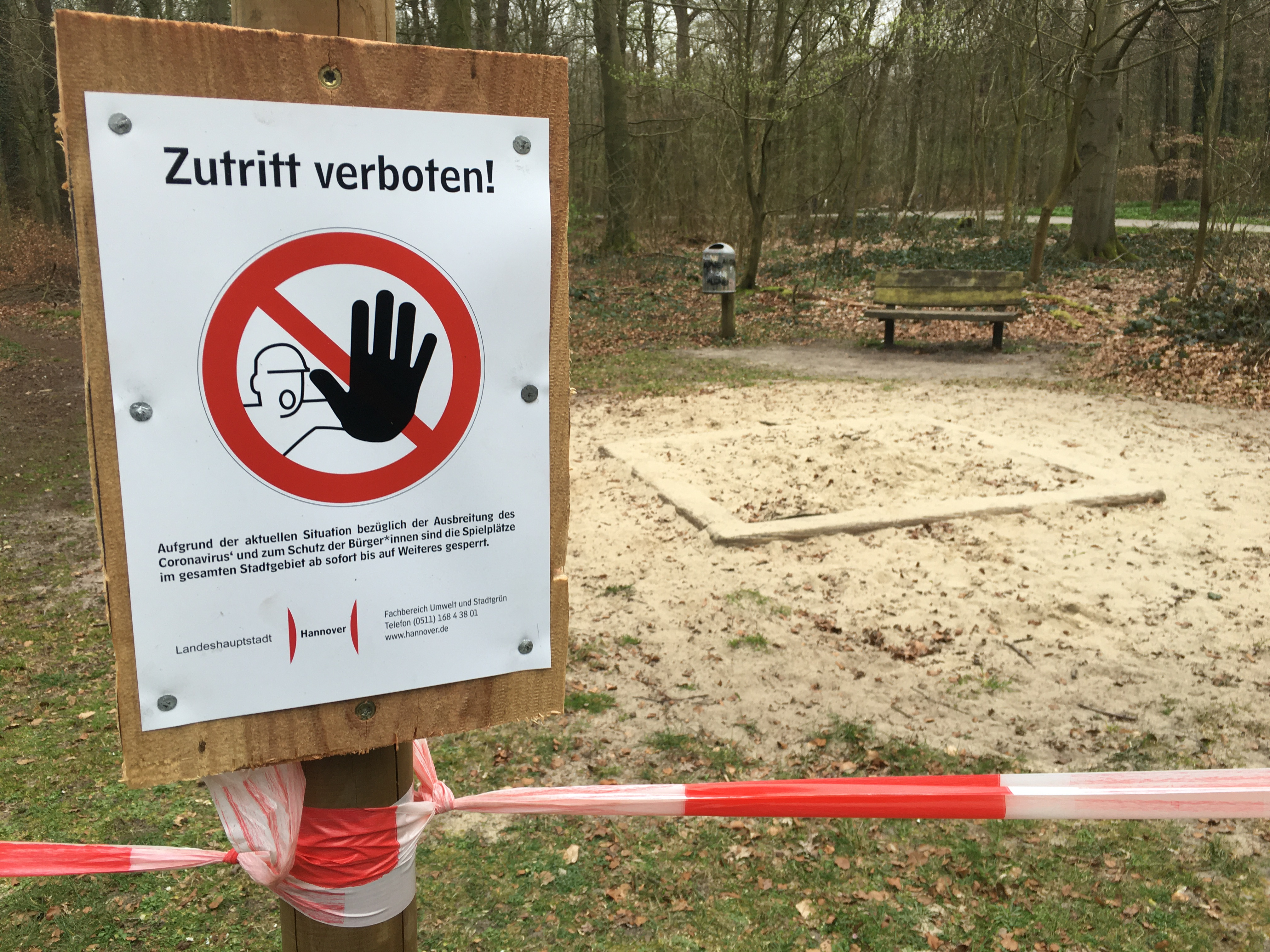
Un parco giochi di Hannover chiuso, il 16 marzo.

### Verso il confinamento

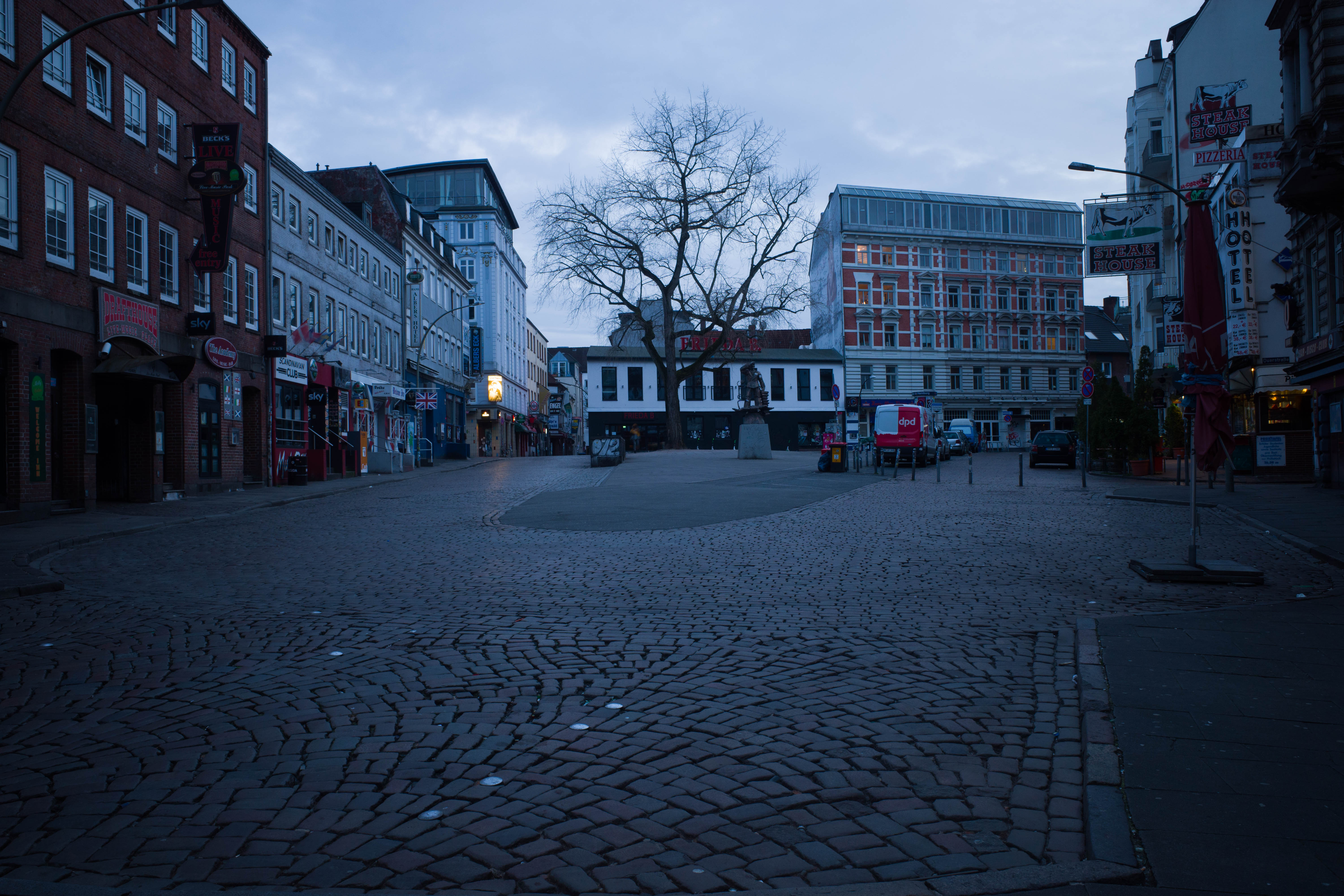
La piazza Hans-Albers ad Amburgo deserta, il 16 marzo.

Una svolta importante avvenne il 12 marzo, quando la ministra della Salute vietò i raduni tra più di 1000 persone, come era stato fatto precedentemente in Francia. Il 13 marzo undici dei sedici Länder decisero di chiudere le scuole e le università dal 16 marzo. Il 16 marzo la Baviera dichiarò lo stato di emergenza per 14 giorni ed attuò delle misure restrittive per limitare i viaggi e per fornire dei fondi per le esigenze mediche. Il presidente della Baviera Markus Söder ordinò la chiusura di tutti gli impianti sportivi a partire dal 17 marzo. La chiusura dei ristoranti venne fissata alle 15.00 ed i clienti non potevano superare le trenta persone. I supermercati, le farmacie, le banche, i negozi di animali e le altre attività essenziali potevano aprire la domenica, mentre tutte le altre attività dovevano chiudere immediatamente.
Si tennero delle manifestazioni pubbliche nelle quali molti cittadini protestarono contro il permesso delle autorità a lasciare che gli aerei di linea provenienti dall’Iran (un paese molto colpito dall’epidemia) atterrassero senza alcun controllo sanitario né la quarantena dei passeggeri. Il ministro federale dei Trasporti decise allora di vietare i voli provenienti dall’Iran e dalla Cina.
Degli scienziati italiani, incluso il virologo Roberto Burioni, avvertirono la Germania che questa stava sottovalutando il pericolo (l’Italia, infatti, era in confinamento dal 9 marzo); il direttore di Eurac Research dichiarò che la Germania doveva immediatamente adottare delle misure di contenimento totale per evitare che la situazione diventasse incontrollabile. In serata la cancelliera Merkel annunciò che sarebbero state adottate delle misure simili a quelle bavaresi per tutto il paese, dopo essersi accordata con i Länder e la coalizione di governo. Tali misure includevano anche il divieto di viaggiare in pullman, il divieto di celebrare tutte le cerimonie religiose e tutti gli eventi sportivi. La cancelliera ed il governo, tuttavia, insisterono che questo non si trattava di un confinamento.
Il 17 marzo, l’instituto Robert Koch alzò il livello del rischio sanitario in Germania a causa della COVID-19. Il ritardo dei risultati ottenuti dai tamponi ed il numero limitato di questi fecero sì che il numero dei casi fosse molto inferiore ai casi reali. Berlino annunciò la costruzione di un ospedale da campo da parte della Bundeswehr per fornire 1000 posti letto per i pazienti colpiti dalla malattia da nuovo coronavirus. Le autorità federali e statali si accordarono per un nuovo piano di emergenza per gli ospedali per raddoppiare il numero di posti letto per la terapia intensiva. Dopo un caso registrato in un centro di accoglienza per migranti a Suhl, la quarantena successiva scatenò dei tentativi di fuga e di ammutinamento nel luogo. Per calmare le acque dovette intervenire il SEK (Spezialeinsatzkommando) con i carri armati e duecento membri delle forze di sicurezza.
Il ministro dell’interno della Bassa Sassonia chiese che le notizie false o infondate venissero criminalizzate per evitare una situazione di panico. La cancelliera Merkel annunciò che la Germania e gli altri paesi dell’Unione europea avrebbero vietato l’accesso alle persone provenienti da paesi al di fuori dell’Unione e che la commissione avrebbe pensato a delle azioni congiunte in campo sanitario.
Il 18 marzo, la Germania rafforzò le restrizioni di viaggio per le persone provenienti dall’Italia, dalla Svizzera e dalla Spagna, le quali non potevano più entrare in Germania per via aerea o marittima. I voli provenienti dalla Cina e dall’Iran, tuttavia, continuavano anche dopo la dichiarazione del ministro dei Trasporti di due giorni prima. In assenza di ordini da parte dell’amministrazione gli addetti non misuravano la temperatura dei passeggeri. Il 19 marzo si è svolta la discussione tra i primi ministri dei Länder ed Angela Merkel su un possibile coprifuoco per il 22 marzo.

### Confinamento

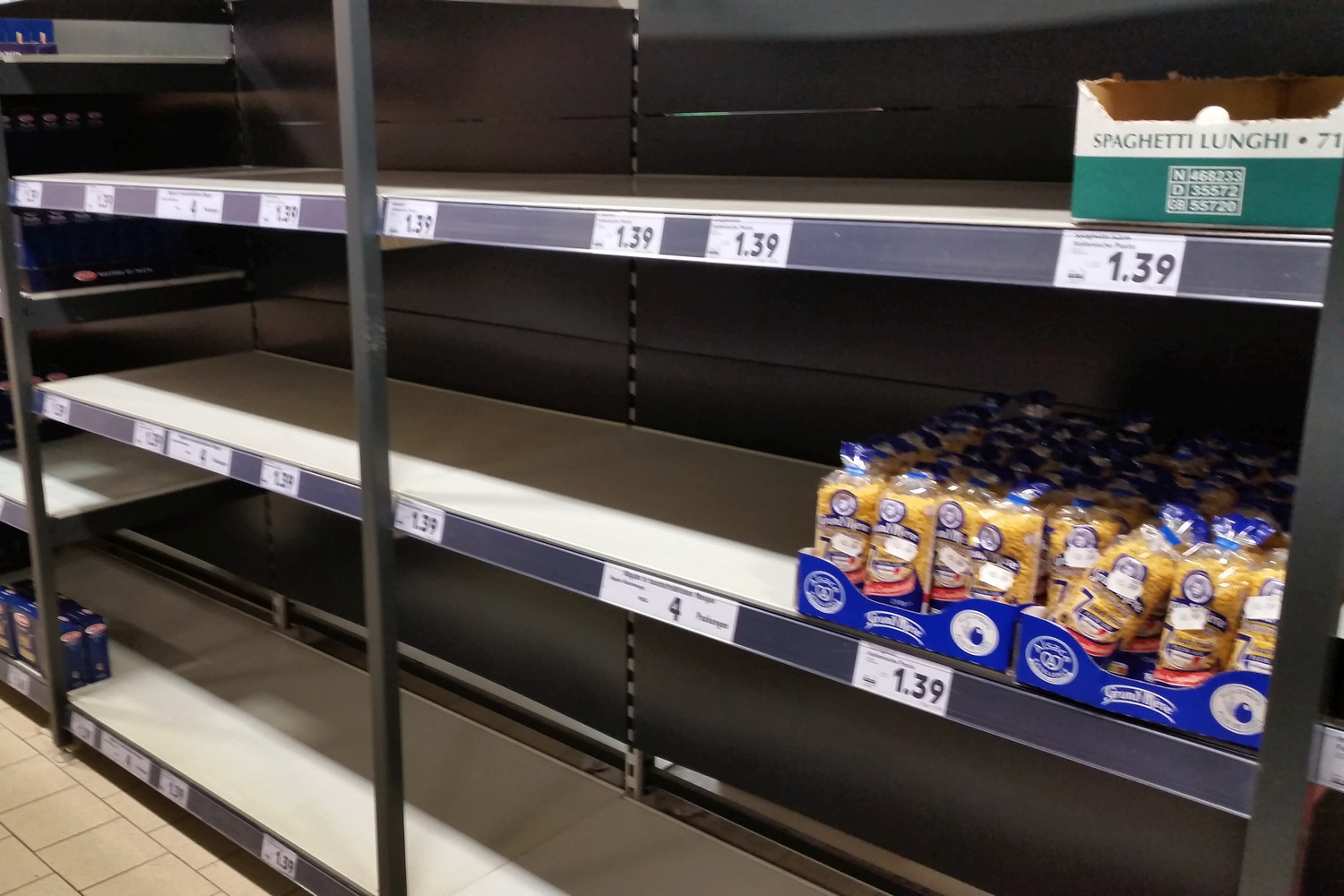
Gli scaffali vuoti di un supermercato di Amburgo, il 21 marzo.

Il 20 marzo, la Baviera divenne il primo stato federato ad imporre il coprifuoco (inspirandosi a quanto era stato fatto quattro giorni prima in Austria). Il governo dovette affrontare l’opposizione dell’Associazione tedesca delle città e dei comuni; il sindaco di Berlino Michael Müller e il Ministro-Presidente della Turingia Bodo Ramelow. La presidentessa dei Verdi Annalena Baerbock criticò il coprifuoco bavarese, definendolo controproduttivo.
Lo stato federato della Saarland impose il coprifuoco alle proprie città, con qualche eccezione. Il Ministro-Presidente Tobias Hans spiegò che la scelta era dovuta ad un’azione unilaterale con la vicina regione francese del Grande Est per la lotta al coronavirus. Il 21 marzo una legge permise al governo federato di chiudere le frontiere e, tra le altre cose, di reclutare medici o studenti di medicina per combattere contro la pandemia.
Il 22 marzo la Germania vietò gli incontri all’aperto tra più di due persone. Le misure restrittive vennero estese a tutta la Germania (l’esercizio fisico era comunque possibile). Angela Merkel si mise in isolamento dopo essere venuta a contatto con un medico colpito dalla malattia. Il 23 marzo l’intero paese venne messo in confinamento (Massenquarantäne, "quarantena di massa", in tedesco).
Il 26 marzo, il professore emerito dell’università Johannes-Gutenberg di Magonza Sucharit Bhakdi scrisse una lettera aperta alla cancelliera Merkel in cui metteva in discussione le misure attuate per ridurre la diffusione della COVID-19. Inoltre, egli rammentò che il nuovo virus “non era diverso dai coronavirus tradizionali in termini di pericolosità”.

### Deconfinamento
La Germania prolungò le misure di confinamento fino al 19 aprile. Il 20 aprile ebbe inizio il periodo di deconfinamento con l'apertura di alcuni negozi.
Alla fine di aprile molti media francesi criticarono il deconfinamento progressivo, dato che questo potrebbe aver contribuito ad un nuovo aumento dei contagi. Il 28 aprile l'istituto Robert Koch ha sottolineato come il tasso di riproduzione del virus (noto come “R0”) in Germania fosse vicino all'unità (0,96), il che significa che una persona infetta ne infetta in media un'altra. Questo era sceso a 0,7 e per questo era iniziato il deconfinamento progressivo. Secondo Ouest-France e altri media di massa francesi, la cancelliera era preoccupata per una riapertura troppo rapida di attività non essenziali, che avrebbero potuto causare dei nuovi assembramenti, e quindi un aumento del numero dei contagiati. Il deconfinamento è poi proseguito nel mese di maggio, imponendo l'obbligo di indossare le mascherine all'aperto (la prima città a prendere questo provvedimento era stata Jena il 31 marzo).
Il 16 giugno fece la sua comparsa un'applicazione per il tracciamento dei contatti sviluppata da SAP e Deutsche Telekom, chiamata Corona-Warn-App: il 19 novembre 2020 questa era stata scaricata da 22,8 milioni di persone. 
Il 24 giugno, l’istituto di ricerca Max Planck di Potsdam annunciò che degli estratti di artemisia annuale (Artemisia annua) si erano rivelati efficaci, in laboratorio, per lottare contro il SARS-CoV-2.

### Nuovo aumento dei contagi
Durante l'estate la situazione sembrò migliorare, ma intorno al 23 giugno si scoprì un nuovo focolaio in uno stabilimento di lavorazione della carne: vennero contagiati 1500 lavoratori. Il 21 agosto si registrarono dei casi positivi in 41 scuole della capitale. Il 29 agosto, a Berlino, avvenne una protesta indetta dal movimento Querdenken 711: oltre agli antivaccinisti, alla protesta furono presenti anche dei cospirazionisti del movimento QAnon.
Il 3 ottobre il numero dei contagiati dall'inizio della pandemia arrivò ai 300.000. Nello stesso periodo avvenne una protesta contro l'uso delle mascherine sulle rive del lago di Costanza, al confine con la Svizzera: gli "antimascheristi" che protestarono furono 1500 circa. La manifestazione negazionista si sciolse poi pacificamente.
Tra il 13 ottobre ed il 14 si registrò un numero drammaticamente alto di casi, per un totale di 7830 in 24 ore. Il 24 ottobre il numero dei nuovi casi in un giorno raggiunse la cifra record di 14,714 positivi.

### Secondo confinamento

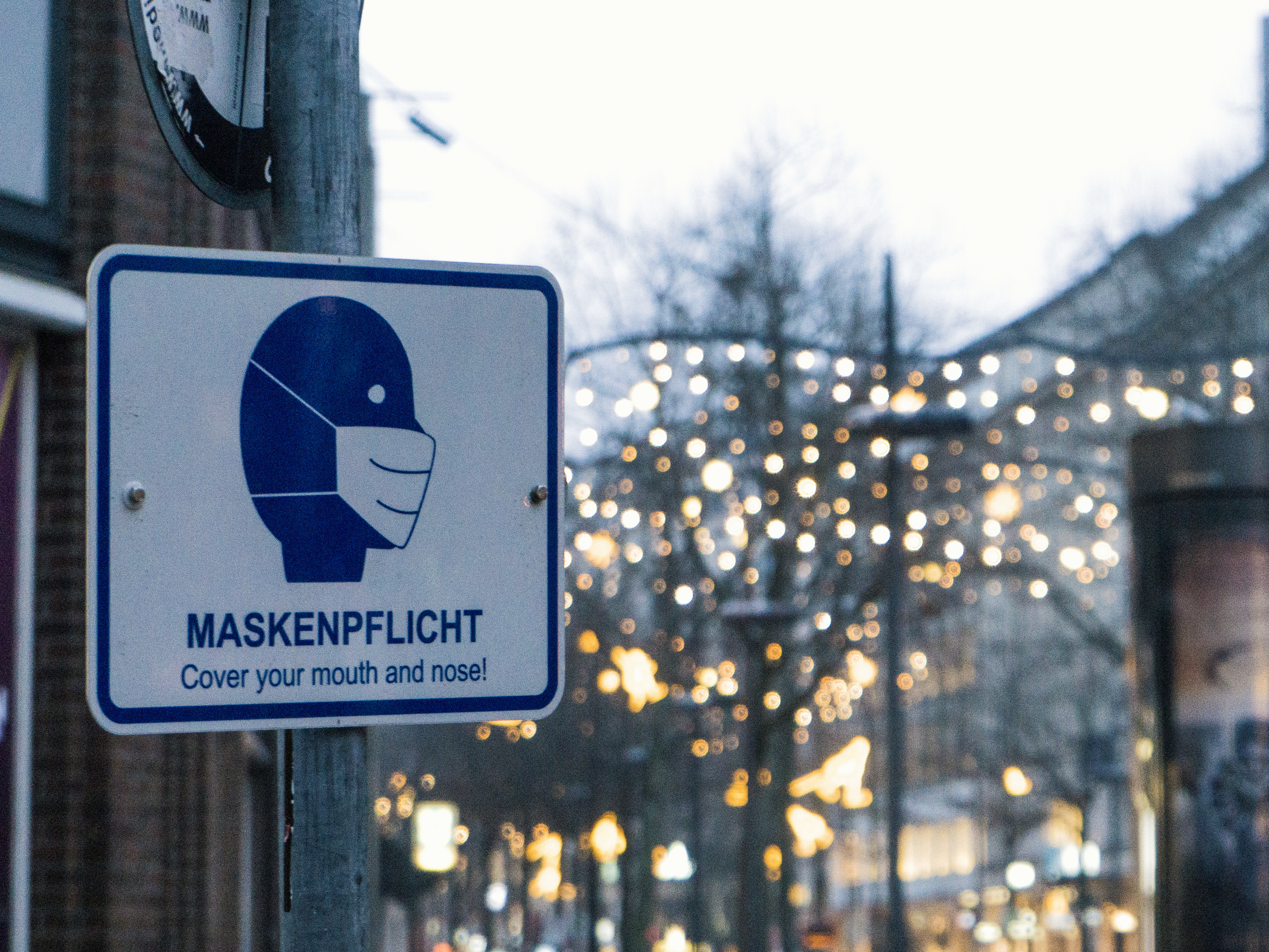
Un cartello che riporta la scritta "Copriti la bocca e il naso!" nella via Mönckebergstraße di Amburgo, il 12 dicembre.

Il 2 novembre, la Germania dovette nuovamente essere messa in confinamento. Le scuole e gli asili rimasero aperte ma le regole riguardo alla distanza di sicurezza divennero più severe. In vista delle vacanze natalizie venne annunciato che 10 sarebbe stato il numero massimo di persone appartenenti alla stessa famiglia che potevano festeggiare insieme le feste. Il 27 novembre il numero dei contagiati dall'inizio della pandemia superò il milione, mentre il numero dei morti superò i 15.000. Tra l'8 e il 9 dicembre il numero dei nuovi casi superò i 30.000 in un solo giorno. L'ultimo giorno dell'anno, il 31 dicembre 2020, il numero dei nuovi casi in 24 ore raggiunse i 1110.

### Inizio della campagna di vaccinazione

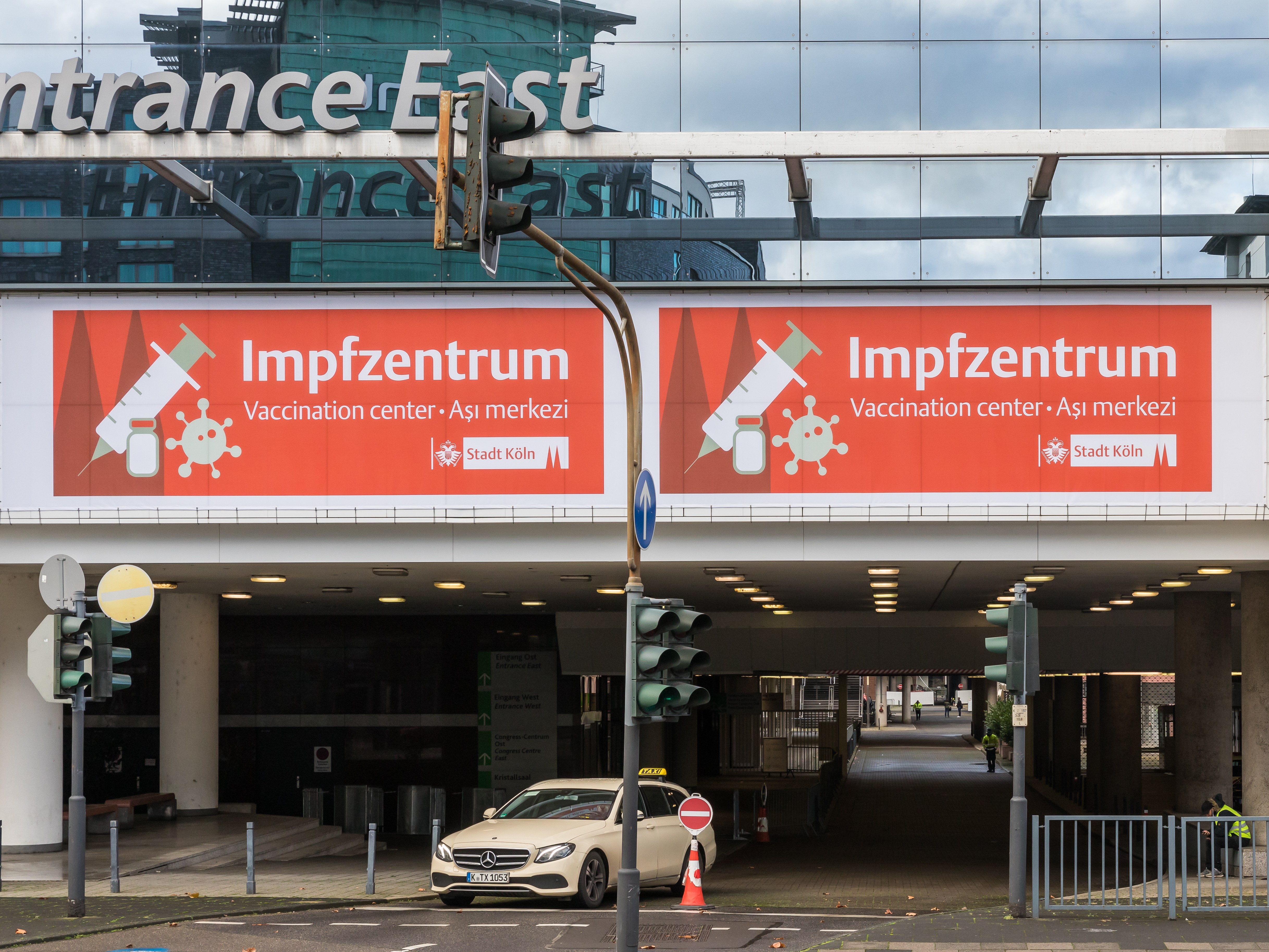
Un centro di vaccinazione situato a Colonia.

La Germania ordinò molte dosi del vaccino sviluppato da BioNTech. A partire dal gennaio del 2020, l’azienda lavora su diversi vaccini a RNA messaggero e ha firmato un accordo di collaborazione con l’azienda americana Pfizer per aumentare le proprie capacità di sviluppo. La campagna di vaccinazione ebbe inizio il 27 dicembre 2020 con l’apertura di 400 centri di vaccinazione. Vi furono tuttavia dei problemi dovuti ai tempi di consegna delle dosi e la carenza del personale sanitario. I parlamentari del Partito Socialdemocratico, un partito al fianco dell'Unione cristiano-democratica, hanno così denunciato quello che hanno definito come un “caos da vaccini” a causa di questi problemi. La Germania adoperò inoltre il vaccino Astrazeneca ma, dopo alcuni casi di trombosi cerebrale avvenuti dopo la vaccinazione, decise di sospendere l'utilizzo di questo vaccino, così come hanno fatto altri paesi dell'Unione europea. In precedenza molta gente non aveva voluto vaccinarsi con il vaccino Astrazeneca perché temeva gli effetti collaterali. Intorno al 16 marzo 2021 si raggiunse un accordo tra la Russia ed altri paesi, inclusa la Germania, per produrre in questi ultimi il vaccino Gam-COVID-Vac (meglio noto con il nome commerciale "Sputnik V").
Il 24 aprile 2021 la Germania annunciò che il 26 aprile sarebbero stati sospesi i voli provenienti dall'India, in quanto nel paese era nata la variante Delta o "indiana", che stava cominciando a circolare anche in altre nazioni.

### Allentamento delle restrizioni

La mappa della vaccinazione in Germania per numero di dosi amministrate al 1 maggio 2021.

Il 6 maggio, il parlamento tedesco decise di revocare la maggior parte delle restrizioni per le persone che avevano concluso il ciclo della vaccinazione (due dosi) e coloro che erano guariti dalla COVID-19, circa 10 milioni di persone. L'allentamento delle misure restrittive ebbe inizio l'8 maggio, anche se venne criticata dalle persone che dovevano ancora attendere la loro dose di vaccino, come gli adolescenti.
Il 17 maggio, il ministro della Sanità Jens Spahn annunciò che, a partire dal 7 giugno, sarebbe stata consentita la vaccinazione per tutte le persone al di sotto dei sedici anni. Nel frattempo, le richieste di vaccinazione avevano superato le somministrazioni, a tal punto che Ulrich Weigeldt, il presidente dell'Associazione tedesca dei Medici Generici, chiese alla popolazione di essere paziente.
Il 26 maggio l'incidenza nazionale scese a 46,8 ogni 100.000 persone: era la prima volta dall'ottobre del 2020 che questo valore era più basso di 50. I funzionari affermarono che questo era dovuto anche a un giorno di festa svoltosi il 24 maggio.

La mappa della vaccinazione in Germania per numero di dosi amministrate al 1 giugno 2021.

Nel mese di giugno venne introdotto il certificato COVID digitale dell'UE (noto come Digitales COVID-Zertifikat der EU o Digitale Impfnachweis in tedesco) per consentire l'accesso ai luoghi pubblici alle persone vaccinate o guarite dalla malattia da coronavirus. Il certificato può essere gestito mediante le applicazioni CovPass-App e Corona-Warn-App.
Il direttore dell'Istituto Robert Koch annunciò, il 18 giugno, che il 6% dei casi di COVID-19 nella nazione era dovuto alla variante Delta, la quale sarebbe diventata la variante predominante del coronavirus nel paese entro autunno. I casi dovuti alla variante Alfa stavano diminuendo.

La mappa della vaccinazione in Germania per numero di dosi amministrate al 1 luglio 2021.

Il 5 luglio, per contrastare la variante Delta, più trasmissibile delle precedenti, l'RKI ha revisionato il livello di vaccinazione necessario per prevenire un'eventuale quarta ondata autunnale, ovvero l'85% per le persone tra i 12 e i 59 anni. Il 7 luglio, l'istituto annunciò, attraverso dei dati raccolti dal 21 al 27 giugno, che la variante Delta era diventata quella dominante nel paese, in quanto aveva causato il 59% dei casi di quella settimana. Ciononostante, non venne introdotto alcun obbligo vaccinale.
Il 21 luglio, durante una conferenza stampa, dato che i contagi erano aumentati nelle ultime due settimane, il ministro della Sanità Spahn affermò che con la campagna vaccinale il tasso di incidenza del virus era diminuito, ma che dopo due mesi l'onda dei contagi rischiava di salire; pertanto invitò i cittadini a continuare a rispettare le misure sanitarie per contrastare la pandemia e a vaccinarsi, così da evitare che la situazione perdesse il controllo verso settembre. Il 28 luglio l'Istituto Robert Koch annunciò che la nazione tedesca era entrata nella quarta ondata.
Il primo agosto vennero imposte delle regole a tutti i viaggiatori non vaccinati che si recavano in Germania: questi dovevano effettuare un tampone negativo prima di entrare nel paese, esclusi i frontalieri e i passeggeri in transito. In precedenza tali regole valevano solo per chi arrivava in aereo. L'estensione delle regole era dovuta alle preoccupazioni sulla variante Delta e sulla possibilità che l'aumento dei contagi fosse dovuto al ritorno dei turisti. Il 5 agosto venne annunciato che la Germania, insieme alla Francia e a Israele, avrebbe fornito delle dosi di rinforzo ai pazienti immunocompromessi, le persone molto anziane e i residenti delle case di cura a partire da settembre.
Il 10 agosto, dopo aver incontrato i rappresentanti dei sedici Länder, la cancelliera Merkel annunciò che i tamponi non sarebbero stati più gratuiti a partire dall'11 ottobre 2021, eccetto per i bambini, gli adolescenti e quelle persone che non potevano vaccinarsi a causa di certe condizioni mediche. Il motivo logico era che il governo non era più in grado di offrire dei vaccini ad ogni cittadino tedesco. Dopo l'incontro, il presidente della Baviera, Markus Söder, affermò che la vaccinazione non sarebbe stata resa obbligatoria, ma che coloro che la rifiutavano avrebbero dovuto sborsare per effettuare i tamponi.
Il 13 agosto, l'Istituto Robert Koch annunciò che Israele, la Turchia e gli Stati Uniti d'America, così come il Montenegro e il Vietnam, erano stati classificati come "paesi ad alto rischio di COVID-19". Al contrario, il Portogallo venne dichiarato un paese a rischio più basso. Il 29 agosto, a Berlino, si svolse una protesta contro le misure restrittive adottate dal governo per fronteggiare la pandemia.

## Impatto socioeconomico

### Effetti su eventi e manifestazioni
Il 24 febbraio 2020, la fiera Light + Building a Francoforte è stata rinviata a settembre.
Il 26 febbraio, a seguito della conferma di numerosi casi di COVID-19 nella Renania Settentrionale-Vestfalia, Heinsberg ha avviato la chiusura di scuole, piscine, biblioteche e municipi fino al 2 marzo. Le partite e gli allenamenti dell'FC Wegberg-Beeck sono stati sospesi.
Il torneo internazionale YONEX German Open a Mülheim an der Ruhr è stato cancellato. L'aeroporto militare di Colonia-Wahn è stato temporaneamente chiuso.
Il 22 marzo, il governo e gli stati federali hanno concordato di vietare per almeno due settimane le riunioni di più di due persone e di richiedere una distanza minima di 1,5 metri tra le persone in pubblico, eccetto le famiglie, coppie o persone che vivono sotto lo stesso tetto.
L'Oktoberfest, che è una festa e folklore popolare in tutta la Germania, che si doveva tenere a Monaco di Baviera tra la fine settembre e gli inizi ottobre, è stato cancellato sempre per l'epidemia, ma non è stata la prima volta che l'Oktoberfest è stato cancellato per un'emergenza sanitaria: anche durante le epidemie di colera del 1858 e del 1873 l'Oktoberfest era stato annullato.

### Restrizioni e controlli alle frontiere
Il 15 marzo 2020, il Ministro dell'Interno tedesco Horst Seehofer ha tenuto una conferenza stampa nella quale ha annunciato l'introduzione di restrizioni e controlli alla libertà di movimento a decorrere dalle ore 8.00 del giorno successivo. I controlli interessano tutte le persone in ingresso dalle frontiere con la Francia, Austria, Svizzera, Lussemburgo e Danimarca, in considerazione del fatto che, sebbene il paese abbia registrato solamente 12 vittime, il numero di casi confermati sia aumentato da 1.000 a 5.500 in un solo giorno.

Sono esentati dalle restrizioni i trasportatori di merci, i pendolari trnafrontalieri, i cittadini tedeschi e quanti hanno la residenza in Germania. La polizia frontaliera ha il compito di chiedere agli altri viaggiatori la presenza di un valido e significativo motivo di spostamento, riservandosi il diritto di rifiutare l'ingresso ai casi di sospetto contagio.
Il provvedimento è stato letto dalla stampa come una sostanziale chiusura delle frontiere.

### Garanzia statale sul credito alle imprese
Il 13 marzo 2020, il ministro delle finanze Olaf Scholz e il ministro dell'economia Peter Altmaier hanno annunciato la creazione di un fondo statale di garanzia per un piano di crediti illimitati che saranno erogati dalla banca pubblica KfW alle imprese tedesche in difficoltà.

Il piano ha ricevuto il beneplacito della Banca Centrale Europea poiché non comporta nell'immediato un aumento della spesa in disavanzo della Germania, che è indipendente da quello dell'istituto di credito e che comunque vanta un rapporto deficit/PIl pari al 60% circa (contro il 134% dell'Italia). Infatti, il credito è erogato dalla KfW come un fido in bianco, senza garanzie e a prescindere da una valutazione del merito di credito, non gravando sul bilancio dello Stato che così risulta in regola con i Parametri di Maaastricht. La Germania verrebbe solo successivamente chiamata a ricapitalizzare la banca pubblica, qualora quest'ultima non fosse in grado di recuperare i prestiti erogati, a meno della creazione di una bad bank lasciata fallire senza esborso di denaro pubblico.

## Statistiche

Evoluzione della pandemia in Germania su scala logaritmica:     casi     decessi
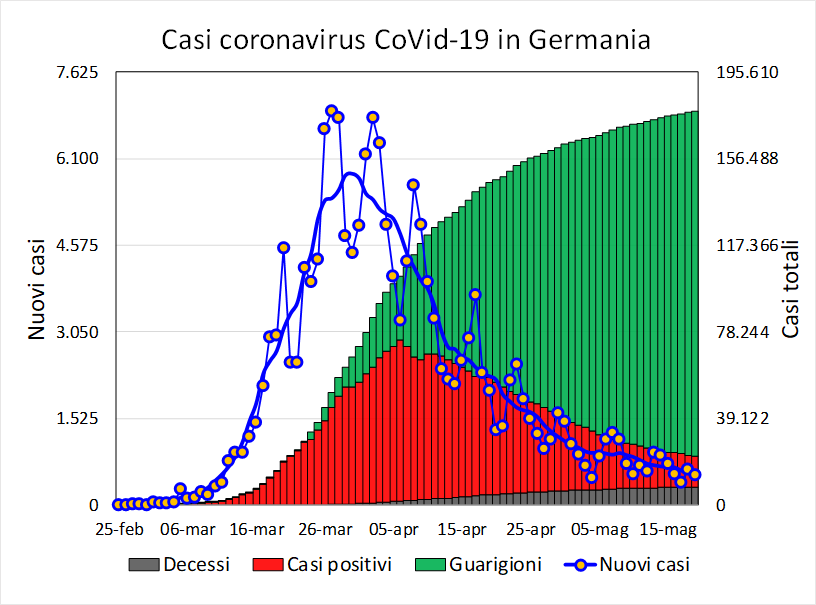
Evoluzione dei casi di COVID-19 in Germania